# Файнголд, Бен
Беньями́н (Бе́н) Фи́липп Фа́йнголд (англ. Benjamin Philip Finegold; род. 6 сентября 1969, Детройт, Мичиган) — американский шахматист, гроссмейстер (2009), шахматный тренер, стример, комментатор и публицист. Участник 9 чемпионатов США (1994, 1999, 2002, 2005, 2006, 2008, 2010, 2011, 2013).
Был известен в США на протяжении 10 лет как самый сильный международный мастер страны с рейтингом выше 2550.

## Ранняя жизнь
Бен родился в семье шахматиста Рона Файнголда и его жены Риты. Начал заниматься шахматами в 5 лет, а спустя год получил свой первый рейтинг USCF. В 13 лет Бен начал играть во взрослых опен-турнирах.
В 1984 году посетил Москву, что стало для него большим событием.
В 1986 году отправился в Англию, чтобы сыграть в юношеском чемпионате Окхэма. На турнире он познакомился с будущим чемпионом мира Вишванатаном Анандом и смог с ним сыграть вничью:
|   | a | b | c | d | e | f | g | h |   |
| - | --- | --- | --- | --- | --- | --- | --- | --- | - |
| 8 | f8 чёрная ладья · g8 чёрный король · h8 чёрный конь · g7 чёрная пешка · h7 чёрная пешка · b6 чёрная пешка · b5 белый конь · c5 чёрный слон · d5 белая пешка · e5 чёрная пешка · e4 белая пешка · g4 чёрная пешка · g3 белая пешка · a2 белая пешка · b2 белая пешка · f2 белая пешка · h2 белая пешка · c1 белая ладья · g1 белый король | f8 чёрная ладья · g8 чёрный король · h8 чёрный конь · g7 чёрная пешка · h7 чёрная пешка · b6 чёрная пешка · b5 белый конь · c5 чёрный слон · d5 белая пешка · e5 чёрная пешка · e4 белая пешка · g4 чёрная пешка · g3 белая пешка · a2 белая пешка · b2 белая пешка · f2 белая пешка · h2 белая пешка · c1 белая ладья · g1 белый король | f8 чёрная ладья · g8 чёрный король · h8 чёрный конь · g7 чёрная пешка · h7 чёрная пешка · b6 чёрная пешка · b5 белый конь · c5 чёрный слон · d5 белая пешка · e5 чёрная пешка · e4 белая пешка · g4 чёрная пешка · g3 белая пешка · a2 белая пешка · b2 белая пешка · f2 белая пешка · h2 белая пешка · c1 белая ладья · g1 белый король | f8 чёрная ладья · g8 чёрный король · h8 чёрный конь · g7 чёрная пешка · h7 чёрная пешка · b6 чёрная пешка · b5 белый конь · c5 чёрный слон · d5 белая пешка · e5 чёрная пешка · e4 белая пешка · g4 чёрная пешка · g3 белая пешка · a2 белая пешка · b2 белая пешка · f2 белая пешка · h2 белая пешка · c1 белая ладья · g1 белый король | f8 чёрная ладья · g8 чёрный король · h8 чёрный конь · g7 чёрная пешка · h7 чёрная пешка · b6 чёрная пешка · b5 белый конь · c5 чёрный слон · d5 белая пешка · e5 чёрная пешка · e4 белая пешка · g4 чёрная пешка · g3 белая пешка · a2 белая пешка · b2 белая пешка · f2 белая пешка · h2 белая пешка · c1 белая ладья · g1 белый король | f8 чёрная ладья · g8 чёрный король · h8 чёрный конь · g7 чёрная пешка · h7 чёрная пешка · b6 чёрная пешка · b5 белый конь · c5 чёрный слон · d5 белая пешка · e5 чёрная пешка · e4 белая пешка · g4 чёрная пешка · g3 белая пешка · a2 белая пешка · b2 белая пешка · f2 белая пешка · h2 белая пешка · c1 белая ладья · g1 белый король | f8 чёрная ладья · g8 чёрный король · h8 чёрный конь · g7 чёрная пешка · h7 чёрная пешка · b6 чёрная пешка · b5 белый конь · c5 чёрный слон · d5 белая пешка · e5 чёрная пешка · e4 белая пешка · g4 чёрная пешка · g3 белая пешка · a2 белая пешка · b2 белая пешка · f2 белая пешка · h2 белая пешка · c1 белая ладья · g1 белый король | f8 чёрная ладья · g8 чёрный король · h8 чёрный конь · g7 чёрная пешка · h7 чёрная пешка · b6 чёрная пешка · b5 белый конь · c5 чёрный слон · d5 белая пешка · e5 чёрная пешка · e4 белая пешка · g4 чёрная пешка · g3 белая пешка · a2 белая пешка · b2 белая пешка · f2 белая пешка · h2 белая пешка · c1 белая ладья · g1 белый король | 8 |
| 7 | f8 чёрная ладья · g8 чёрный король · h8 чёрный конь · g7 чёрная пешка · h7 чёрная пешка · b6 чёрная пешка · b5 белый конь · c5 чёрный слон · d5 белая пешка · e5 чёрная пешка · e4 белая пешка · g4 чёрная пешка · g3 белая пешка · a2 белая пешка · b2 белая пешка · f2 белая пешка · h2 белая пешка · c1 белая ладья · g1 белый король | f8 чёрная ладья · g8 чёрный король · h8 чёрный конь · g7 чёрная пешка · h7 чёрная пешка · b6 чёрная пешка · b5 белый конь · c5 чёрный слон · d5 белая пешка · e5 чёрная пешка · e4 белая пешка · g4 чёрная пешка · g3 белая пешка · a2 белая пешка · b2 белая пешка · f2 белая пешка · h2 белая пешка · c1 белая ладья · g1 белый король | f8 чёрная ладья · g8 чёрный король · h8 чёрный конь · g7 чёрная пешка · h7 чёрная пешка · b6 чёрная пешка · b5 белый конь · c5 чёрный слон · d5 белая пешка · e5 чёрная пешка · e4 белая пешка · g4 чёрная пешка · g3 белая пешка · a2 белая пешка · b2 белая пешка · f2 белая пешка · h2 белая пешка · c1 белая ладья · g1 белый король | f8 чёрная ладья · g8 чёрный король · h8 чёрный конь · g7 чёрная пешка · h7 чёрная пешка · b6 чёрная пешка · b5 белый конь · c5 чёрный слон · d5 белая пешка · e5 чёрная пешка · e4 белая пешка · g4 чёрная пешка · g3 белая пешка · a2 белая пешка · b2 белая пешка · f2 белая пешка · h2 белая пешка · c1 белая ладья · g1 белый король | f8 чёрная ладья · g8 чёрный король · h8 чёрный конь · g7 чёрная пешка · h7 чёрная пешка · b6 чёрная пешка · b5 белый конь · c5 чёрный слон · d5 белая пешка · e5 чёрная пешка · e4 белая пешка · g4 чёрная пешка · g3 белая пешка · a2 белая пешка · b2 белая пешка · f2 белая пешка · h2 белая пешка · c1 белая ладья · g1 белый король | f8 чёрная ладья · g8 чёрный король · h8 чёрный конь · g7 чёрная пешка · h7 чёрная пешка · b6 чёрная пешка · b5 белый конь · c5 чёрный слон · d5 белая пешка · e5 чёрная пешка · e4 белая пешка · g4 чёрная пешка · g3 белая пешка · a2 белая пешка · b2 белая пешка · f2 белая пешка · h2 белая пешка · c1 белая ладья · g1 белый король | f8 чёрная ладья · g8 чёрный король · h8 чёрный конь · g7 чёрная пешка · h7 чёрная пешка · b6 чёрная пешка · b5 белый конь · c5 чёрный слон · d5 белая пешка · e5 чёрная пешка · e4 белая пешка · g4 чёрная пешка · g3 белая пешка · a2 белая пешка · b2 белая пешка · f2 белая пешка · h2 белая пешка · c1 белая ладья · g1 белый король | f8 чёрная ладья · g8 чёрный король · h8 чёрный конь · g7 чёрная пешка · h7 чёрная пешка · b6 чёрная пешка · b5 белый конь · c5 чёрный слон · d5 белая пешка · e5 чёрная пешка · e4 белая пешка · g4 чёрная пешка · g3 белая пешка · a2 белая пешка · b2 белая пешка · f2 белая пешка · h2 белая пешка · c1 белая ладья · g1 белый король | 7 |
| 6 | f8 чёрная ладья · g8 чёрный король · h8 чёрный конь · g7 чёрная пешка · h7 чёрная пешка · b6 чёрная пешка · b5 белый конь · c5 чёрный слон · d5 белая пешка · e5 чёрная пешка · e4 белая пешка · g4 чёрная пешка · g3 белая пешка · a2 белая пешка · b2 белая пешка · f2 белая пешка · h2 белая пешка · c1 белая ладья · g1 белый король | f8 чёрная ладья · g8 чёрный король · h8 чёрный конь · g7 чёрная пешка · h7 чёрная пешка · b6 чёрная пешка · b5 белый конь · c5 чёрный слон · d5 белая пешка · e5 чёрная пешка · e4 белая пешка · g4 чёрная пешка · g3 белая пешка · a2 белая пешка · b2 белая пешка · f2 белая пешка · h2 белая пешка · c1 белая ладья · g1 белый король | f8 чёрная ладья · g8 чёрный король · h8 чёрный конь · g7 чёрная пешка · h7 чёрная пешка · b6 чёрная пешка · b5 белый конь · c5 чёрный слон · d5 белая пешка · e5 чёрная пешка · e4 белая пешка · g4 чёрная пешка · g3 белая пешка · a2 белая пешка · b2 белая пешка · f2 белая пешка · h2 белая пешка · c1 белая ладья · g1 белый король | f8 чёрная ладья · g8 чёрный король · h8 чёрный конь · g7 чёрная пешка · h7 чёрная пешка · b6 чёрная пешка · b5 белый конь · c5 чёрный слон · d5 белая пешка · e5 чёрная пешка · e4 белая пешка · g4 чёрная пешка · g3 белая пешка · a2 белая пешка · b2 белая пешка · f2 белая пешка · h2 белая пешка · c1 белая ладья · g1 белый король | f8 чёрная ладья · g8 чёрный король · h8 чёрный конь · g7 чёрная пешка · h7 чёрная пешка · b6 чёрная пешка · b5 белый конь · c5 чёрный слон · d5 белая пешка · e5 чёрная пешка · e4 белая пешка · g4 чёрная пешка · g3 белая пешка · a2 белая пешка · b2 белая пешка · f2 белая пешка · h2 белая пешка · c1 белая ладья · g1 белый король | f8 чёрная ладья · g8 чёрный король · h8 чёрный конь · g7 чёрная пешка · h7 чёрная пешка · b6 чёрная пешка · b5 белый конь · c5 чёрный слон · d5 белая пешка · e5 чёрная пешка · e4 белая пешка · g4 чёрная пешка · g3 белая пешка · a2 белая пешка · b2 белая пешка · f2 белая пешка · h2 белая пешка · c1 белая ладья · g1 белый король | f8 чёрная ладья · g8 чёрный король · h8 чёрный конь · g7 чёрная пешка · h7 чёрная пешка · b6 чёрная пешка · b5 белый конь · c5 чёрный слон · d5 белая пешка · e5 чёрная пешка · e4 белая пешка · g4 чёрная пешка · g3 белая пешка · a2 белая пешка · b2 белая пешка · f2 белая пешка · h2 белая пешка · c1 белая ладья · g1 белый король | f8 чёрная ладья · g8 чёрный король · h8 чёрный конь · g7 чёрная пешка · h7 чёрная пешка · b6 чёрная пешка · b5 белый конь · c5 чёрный слон · d5 белая пешка · e5 чёрная пешка · e4 белая пешка · g4 чёрная пешка · g3 белая пешка · a2 белая пешка · b2 белая пешка · f2 белая пешка · h2 белая пешка · c1 белая ладья · g1 белый король | 6 |
| 5 | f8 чёрная ладья · g8 чёрный король · h8 чёрный конь · g7 чёрная пешка · h7 чёрная пешка · b6 чёрная пешка · b5 белый конь · c5 чёрный слон · d5 белая пешка · e5 чёрная пешка · e4 белая пешка · g4 чёрная пешка · g3 белая пешка · a2 белая пешка · b2 белая пешка · f2 белая пешка · h2 белая пешка · c1 белая ладья · g1 белый король | f8 чёрная ладья · g8 чёрный король · h8 чёрный конь · g7 чёрная пешка · h7 чёрная пешка · b6 чёрная пешка · b5 белый конь · c5 чёрный слон · d5 белая пешка · e5 чёрная пешка · e4 белая пешка · g4 чёрная пешка · g3 белая пешка · a2 белая пешка · b2 белая пешка · f2 белая пешка · h2 белая пешка · c1 белая ладья · g1 белый король | f8 чёрная ладья · g8 чёрный король · h8 чёрный конь · g7 чёрная пешка · h7 чёрная пешка · b6 чёрная пешка · b5 белый конь · c5 чёрный слон · d5 белая пешка · e5 чёрная пешка · e4 белая пешка · g4 чёрная пешка · g3 белая пешка · a2 белая пешка · b2 белая пешка · f2 белая пешка · h2 белая пешка · c1 белая ладья · g1 белый король | f8 чёрная ладья · g8 чёрный король · h8 чёрный конь · g7 чёрная пешка · h7 чёрная пешка · b6 чёрная пешка · b5 белый конь · c5 чёрный слон · d5 белая пешка · e5 чёрная пешка · e4 белая пешка · g4 чёрная пешка · g3 белая пешка · a2 белая пешка · b2 белая пешка · f2 белая пешка · h2 белая пешка · c1 белая ладья · g1 белый король | f8 чёрная ладья · g8 чёрный король · h8 чёрный конь · g7 чёрная пешка · h7 чёрная пешка · b6 чёрная пешка · b5 белый конь · c5 чёрный слон · d5 белая пешка · e5 чёрная пешка · e4 белая пешка · g4 чёрная пешка · g3 белая пешка · a2 белая пешка · b2 белая пешка · f2 белая пешка · h2 белая пешка · c1 белая ладья · g1 белый король | f8 чёрная ладья · g8 чёрный король · h8 чёрный конь · g7 чёрная пешка · h7 чёрная пешка · b6 чёрная пешка · b5 белый конь · c5 чёрный слон · d5 белая пешка · e5 чёрная пешка · e4 белая пешка · g4 чёрная пешка · g3 белая пешка · a2 белая пешка · b2 белая пешка · f2 белая пешка · h2 белая пешка · c1 белая ладья · g1 белый король | f8 чёрная ладья · g8 чёрный король · h8 чёрный конь · g7 чёрная пешка · h7 чёрная пешка · b6 чёрная пешка · b5 белый конь · c5 чёрный слон · d5 белая пешка · e5 чёрная пешка · e4 белая пешка · g4 чёрная пешка · g3 белая пешка · a2 белая пешка · b2 белая пешка · f2 белая пешка · h2 белая пешка · c1 белая ладья · g1 белый король | f8 чёрная ладья · g8 чёрный король · h8 чёрный конь · g7 чёрная пешка · h7 чёрная пешка · b6 чёрная пешка · b5 белый конь · c5 чёрный слон · d5 белая пешка · e5 чёрная пешка · e4 белая пешка · g4 чёрная пешка · g3 белая пешка · a2 белая пешка · b2 белая пешка · f2 белая пешка · h2 белая пешка · c1 белая ладья · g1 белый король | 5 |
| 4 | f8 чёрная ладья · g8 чёрный король · h8 чёрный конь · g7 чёрная пешка · h7 чёрная пешка · b6 чёрная пешка · b5 белый конь · c5 чёрный слон · d5 белая пешка · e5 чёрная пешка · e4 белая пешка · g4 чёрная пешка · g3 белая пешка · a2 белая пешка · b2 белая пешка · f2 белая пешка · h2 белая пешка · c1 белая ладья · g1 белый король | f8 чёрная ладья · g8 чёрный король · h8 чёрный конь · g7 чёрная пешка · h7 чёрная пешка · b6 чёрная пешка · b5 белый конь · c5 чёрный слон · d5 белая пешка · e5 чёрная пешка · e4 белая пешка · g4 чёрная пешка · g3 белая пешка · a2 белая пешка · b2 белая пешка · f2 белая пешка · h2 белая пешка · c1 белая ладья · g1 белый король | f8 чёрная ладья · g8 чёрный король · h8 чёрный конь · g7 чёрная пешка · h7 чёрная пешка · b6 чёрная пешка · b5 белый конь · c5 чёрный слон · d5 белая пешка · e5 чёрная пешка · e4 белая пешка · g4 чёрная пешка · g3 белая пешка · a2 белая пешка · b2 белая пешка · f2 белая пешка · h2 белая пешка · c1 белая ладья · g1 белый король | f8 чёрная ладья · g8 чёрный король · h8 чёрный конь · g7 чёрная пешка · h7 чёрная пешка · b6 чёрная пешка · b5 белый конь · c5 чёрный слон · d5 белая пешка · e5 чёрная пешка · e4 белая пешка · g4 чёрная пешка · g3 белая пешка · a2 белая пешка · b2 белая пешка · f2 белая пешка · h2 белая пешка · c1 белая ладья · g1 белый король | f8 чёрная ладья · g8 чёрный король · h8 чёрный конь · g7 чёрная пешка · h7 чёрная пешка · b6 чёрная пешка · b5 белый конь · c5 чёрный слон · d5 белая пешка · e5 чёрная пешка · e4 белая пешка · g4 чёрная пешка · g3 белая пешка · a2 белая пешка · b2 белая пешка · f2 белая пешка · h2 белая пешка · c1 белая ладья · g1 белый король | f8 чёрная ладья · g8 чёрный король · h8 чёрный конь · g7 чёрная пешка · h7 чёрная пешка · b6 чёрная пешка · b5 белый конь · c5 чёрный слон · d5 белая пешка · e5 чёрная пешка · e4 белая пешка · g4 чёрная пешка · g3 белая пешка · a2 белая пешка · b2 белая пешка · f2 белая пешка · h2 белая пешка · c1 белая ладья · g1 белый король | f8 чёрная ладья · g8 чёрный король · h8 чёрный конь · g7 чёрная пешка · h7 чёрная пешка · b6 чёрная пешка · b5 белый конь · c5 чёрный слон · d5 белая пешка · e5 чёрная пешка · e4 белая пешка · g4 чёрная пешка · g3 белая пешка · a2 белая пешка · b2 белая пешка · f2 белая пешка · h2 белая пешка · c1 белая ладья · g1 белый король | f8 чёрная ладья · g8 чёрный король · h8 чёрный конь · g7 чёрная пешка · h7 чёрная пешка · b6 чёрная пешка · b5 белый конь · c5 чёрный слон · d5 белая пешка · e5 чёрная пешка · e4 белая пешка · g4 чёрная пешка · g3 белая пешка · a2 белая пешка · b2 белая пешка · f2 белая пешка · h2 белая пешка · c1 белая ладья · g1 белый король | 4 |
| 3 | f8 чёрная ладья · g8 чёрный король · h8 чёрный конь · g7 чёрная пешка · h7 чёрная пешка · b6 чёрная пешка · b5 белый конь · c5 чёрный слон · d5 белая пешка · e5 чёрная пешка · e4 белая пешка · g4 чёрная пешка · g3 белая пешка · a2 белая пешка · b2 белая пешка · f2 белая пешка · h2 белая пешка · c1 белая ладья · g1 белый король | f8 чёрная ладья · g8 чёрный король · h8 чёрный конь · g7 чёрная пешка · h7 чёрная пешка · b6 чёрная пешка · b5 белый конь · c5 чёрный слон · d5 белая пешка · e5 чёрная пешка · e4 белая пешка · g4 чёрная пешка · g3 белая пешка · a2 белая пешка · b2 белая пешка · f2 белая пешка · h2 белая пешка · c1 белая ладья · g1 белый король | f8 чёрная ладья · g8 чёрный король · h8 чёрный конь · g7 чёрная пешка · h7 чёрная пешка · b6 чёрная пешка · b5 белый конь · c5 чёрный слон · d5 белая пешка · e5 чёрная пешка · e4 белая пешка · g4 чёрная пешка · g3 белая пешка · a2 белая пешка · b2 белая пешка · f2 белая пешка · h2 белая пешка · c1 белая ладья · g1 белый король | f8 чёрная ладья · g8 чёрный король · h8 чёрный конь · g7 чёрная пешка · h7 чёрная пешка · b6 чёрная пешка · b5 белый конь · c5 чёрный слон · d5 белая пешка · e5 чёрная пешка · e4 белая пешка · g4 чёрная пешка · g3 белая пешка · a2 белая пешка · b2 белая пешка · f2 белая пешка · h2 белая пешка · c1 белая ладья · g1 белый король | f8 чёрная ладья · g8 чёрный король · h8 чёрный конь · g7 чёрная пешка · h7 чёрная пешка · b6 чёрная пешка · b5 белый конь · c5 чёрный слон · d5 белая пешка · e5 чёрная пешка · e4 белая пешка · g4 чёрная пешка · g3 белая пешка · a2 белая пешка · b2 белая пешка · f2 белая пешка · h2 белая пешка · c1 белая ладья · g1 белый король | f8 чёрная ладья · g8 чёрный король · h8 чёрный конь · g7 чёрная пешка · h7 чёрная пешка · b6 чёрная пешка · b5 белый конь · c5 чёрный слон · d5 белая пешка · e5 чёрная пешка · e4 белая пешка · g4 чёрная пешка · g3 белая пешка · a2 белая пешка · b2 белая пешка · f2 белая пешка · h2 белая пешка · c1 белая ладья · g1 белый король | f8 чёрная ладья · g8 чёрный король · h8 чёрный конь · g7 чёрная пешка · h7 чёрная пешка · b6 чёрная пешка · b5 белый конь · c5 чёрный слон · d5 белая пешка · e5 чёрная пешка · e4 белая пешка · g4 чёрная пешка · g3 белая пешка · a2 белая пешка · b2 белая пешка · f2 белая пешка · h2 белая пешка · c1 белая ладья · g1 белый король | f8 чёрная ладья · g8 чёрный король · h8 чёрный конь · g7 чёрная пешка · h7 чёрная пешка · b6 чёрная пешка · b5 белый конь · c5 чёрный слон · d5 белая пешка · e5 чёрная пешка · e4 белая пешка · g4 чёрная пешка · g3 белая пешка · a2 белая пешка · b2 белая пешка · f2 белая пешка · h2 белая пешка · c1 белая ладья · g1 белый король | 3 |
| 2 | f8 чёрная ладья · g8 чёрный король · h8 чёрный конь · g7 чёрная пешка · h7 чёрная пешка · b6 чёрная пешка · b5 белый конь · c5 чёрный слон · d5 белая пешка · e5 чёрная пешка · e4 белая пешка · g4 чёрная пешка · g3 белая пешка · a2 белая пешка · b2 белая пешка · f2 белая пешка · h2 белая пешка · c1 белая ладья · g1 белый король | f8 чёрная ладья · g8 чёрный король · h8 чёрный конь · g7 чёрная пешка · h7 чёрная пешка · b6 чёрная пешка · b5 белый конь · c5 чёрный слон · d5 белая пешка · e5 чёрная пешка · e4 белая пешка · g4 чёрная пешка · g3 белая пешка · a2 белая пешка · b2 белая пешка · f2 белая пешка · h2 белая пешка · c1 белая ладья · g1 белый король | f8 чёрная ладья · g8 чёрный король · h8 чёрный конь · g7 чёрная пешка · h7 чёрная пешка · b6 чёрная пешка · b5 белый конь · c5 чёрный слон · d5 белая пешка · e5 чёрная пешка · e4 белая пешка · g4 чёрная пешка · g3 белая пешка · a2 белая пешка · b2 белая пешка · f2 белая пешка · h2 белая пешка · c1 белая ладья · g1 белый король | f8 чёрная ладья · g8 чёрный король · h8 чёрный конь · g7 чёрная пешка · h7 чёрная пешка · b6 чёрная пешка · b5 белый конь · c5 чёрный слон · d5 белая пешка · e5 чёрная пешка · e4 белая пешка · g4 чёрная пешка · g3 белая пешка · a2 белая пешка · b2 белая пешка · f2 белая пешка · h2 белая пешка · c1 белая ладья · g1 белый король | f8 чёрная ладья · g8 чёрный король · h8 чёрный конь · g7 чёрная пешка · h7 чёрная пешка · b6 чёрная пешка · b5 белый конь · c5 чёрный слон · d5 белая пешка · e5 чёрная пешка · e4 белая пешка · g4 чёрная пешка · g3 белая пешка · a2 белая пешка · b2 белая пешка · f2 белая пешка · h2 белая пешка · c1 белая ладья · g1 белый король | f8 чёрная ладья · g8 чёрный король · h8 чёрный конь · g7 чёрная пешка · h7 чёрная пешка · b6 чёрная пешка · b5 белый конь · c5 чёрный слон · d5 белая пешка · e5 чёрная пешка · e4 белая пешка · g4 чёрная пешка · g3 белая пешка · a2 белая пешка · b2 белая пешка · f2 белая пешка · h2 белая пешка · c1 белая ладья · g1 белый король | f8 чёрная ладья · g8 чёрный король · h8 чёрный конь · g7 чёрная пешка · h7 чёрная пешка · b6 чёрная пешка · b5 белый конь · c5 чёрный слон · d5 белая пешка · e5 чёрная пешка · e4 белая пешка · g4 чёрная пешка · g3 белая пешка · a2 белая пешка · b2 белая пешка · f2 белая пешка · h2 белая пешка · c1 белая ладья · g1 белый король | f8 чёрная ладья · g8 чёрный король · h8 чёрный конь · g7 чёрная пешка · h7 чёрная пешка · b6 чёрная пешка · b5 белый конь · c5 чёрный слон · d5 белая пешка · e5 чёрная пешка · e4 белая пешка · g4 чёрная пешка · g3 белая пешка · a2 белая пешка · b2 белая пешка · f2 белая пешка · h2 белая пешка · c1 белая ладья · g1 белый король | 2 |
| 1 | f8 чёрная ладья · g8 чёрный король · h8 чёрный конь · g7 чёрная пешка · h7 чёрная пешка · b6 чёрная пешка · b5 белый конь · c5 чёрный слон · d5 белая пешка · e5 чёрная пешка · e4 белая пешка · g4 чёрная пешка · g3 белая пешка · a2 белая пешка · b2 белая пешка · f2 белая пешка · h2 белая пешка · c1 белая ладья · g1 белый король | f8 чёрная ладья · g8 чёрный король · h8 чёрный конь · g7 чёрная пешка · h7 чёрная пешка · b6 чёрная пешка · b5 белый конь · c5 чёрный слон · d5 белая пешка · e5 чёрная пешка · e4 белая пешка · g4 чёрная пешка · g3 белая пешка · a2 белая пешка · b2 белая пешка · f2 белая пешка · h2 белая пешка · c1 белая ладья · g1 белый король | f8 чёрная ладья · g8 чёрный король · h8 чёрный конь · g7 чёрная пешка · h7 чёрная пешка · b6 чёрная пешка · b5 белый конь · c5 чёрный слон · d5 белая пешка · e5 чёрная пешка · e4 белая пешка · g4 чёрная пешка · g3 белая пешка · a2 белая пешка · b2 белая пешка · f2 белая пешка · h2 белая пешка · c1 белая ладья · g1 белый король | f8 чёрная ладья · g8 чёрный король · h8 чёрный конь · g7 чёрная пешка · h7 чёрная пешка · b6 чёрная пешка · b5 белый конь · c5 чёрный слон · d5 белая пешка · e5 чёрная пешка · e4 белая пешка · g4 чёрная пешка · g3 белая пешка · a2 белая пешка · b2 белая пешка · f2 белая пешка · h2 белая пешка · c1 белая ладья · g1 белый король | f8 чёрная ладья · g8 чёрный король · h8 чёрный конь · g7 чёрная пешка · h7 чёрная пешка · b6 чёрная пешка · b5 белый конь · c5 чёрный слон · d5 белая пешка · e5 чёрная пешка · e4 белая пешка · g4 чёрная пешка · g3 белая пешка · a2 белая пешка · b2 белая пешка · f2 белая пешка · h2 белая пешка · c1 белая ладья · g1 белый король | f8 чёрная ладья · g8 чёрный король · h8 чёрный конь · g7 чёрная пешка · h7 чёрная пешка · b6 чёрная пешка · b5 белый конь · c5 чёрный слон · d5 белая пешка · e5 чёрная пешка · e4 белая пешка · g4 чёрная пешка · g3 белая пешка · a2 белая пешка · b2 белая пешка · f2 белая пешка · h2 белая пешка · c1 белая ладья · g1 белый король | f8 чёрная ладья · g8 чёрный король · h8 чёрный конь · g7 чёрная пешка · h7 чёрная пешка · b6 чёрная пешка · b5 белый конь · c5 чёрный слон · d5 белая пешка · e5 чёрная пешка · e4 белая пешка · g4 чёрная пешка · g3 белая пешка · a2 белая пешка · b2 белая пешка · f2 белая пешка · h2 белая пешка · c1 белая ладья · g1 белый король | f8 чёрная ладья · g8 чёрный король · h8 чёрный конь · g7 чёрная пешка · h7 чёрная пешка · b6 чёрная пешка · b5 белый конь · c5 чёрный слон · d5 белая пешка · e5 чёрная пешка · e4 белая пешка · g4 чёрная пешка · g3 белая пешка · a2 белая пешка · b2 белая пешка · f2 белая пешка · h2 белая пешка · c1 белая ладья · g1 белый король | 1 |
|   | a | b | c | d | e | f | g | h |   |

|   | a | b | c | d | e | f | g | h |   |
| - | --- | --- | --- | --- | --- | --- | --- | --- | - |
| 8 | c8 белая ладья · e8 чёрный конь · a7 чёрная ладья · f7 чёрный король · g7 чёрная пешка · h7 чёрная пешка · b6 чёрная пешка · d6 белая пешка · e6 белый конь · e5 чёрная пешка · b4 белая пешка · d4 чёрный слон · g4 чёрная пешка · a3 белая пешка · g3 белая пешка · f2 белая пешка · h2 белая пешка · g1 белый король | c8 белая ладья · e8 чёрный конь · a7 чёрная ладья · f7 чёрный король · g7 чёрная пешка · h7 чёрная пешка · b6 чёрная пешка · d6 белая пешка · e6 белый конь · e5 чёрная пешка · b4 белая пешка · d4 чёрный слон · g4 чёрная пешка · a3 белая пешка · g3 белая пешка · f2 белая пешка · h2 белая пешка · g1 белый король | c8 белая ладья · e8 чёрный конь · a7 чёрная ладья · f7 чёрный король · g7 чёрная пешка · h7 чёрная пешка · b6 чёрная пешка · d6 белая пешка · e6 белый конь · e5 чёрная пешка · b4 белая пешка · d4 чёрный слон · g4 чёрная пешка · a3 белая пешка · g3 белая пешка · f2 белая пешка · h2 белая пешка · g1 белый король | c8 белая ладья · e8 чёрный конь · a7 чёрная ладья · f7 чёрный король · g7 чёрная пешка · h7 чёрная пешка · b6 чёрная пешка · d6 белая пешка · e6 белый конь · e5 чёрная пешка · b4 белая пешка · d4 чёрный слон · g4 чёрная пешка · a3 белая пешка · g3 белая пешка · f2 белая пешка · h2 белая пешка · g1 белый король | c8 белая ладья · e8 чёрный конь · a7 чёрная ладья · f7 чёрный король · g7 чёрная пешка · h7 чёрная пешка · b6 чёрная пешка · d6 белая пешка · e6 белый конь · e5 чёрная пешка · b4 белая пешка · d4 чёрный слон · g4 чёрная пешка · a3 белая пешка · g3 белая пешка · f2 белая пешка · h2 белая пешка · g1 белый король | c8 белая ладья · e8 чёрный конь · a7 чёрная ладья · f7 чёрный король · g7 чёрная пешка · h7 чёрная пешка · b6 чёрная пешка · d6 белая пешка · e6 белый конь · e5 чёрная пешка · b4 белая пешка · d4 чёрный слон · g4 чёрная пешка · a3 белая пешка · g3 белая пешка · f2 белая пешка · h2 белая пешка · g1 белый король | c8 белая ладья · e8 чёрный конь · a7 чёрная ладья · f7 чёрный король · g7 чёрная пешка · h7 чёрная пешка · b6 чёрная пешка · d6 белая пешка · e6 белый конь · e5 чёрная пешка · b4 белая пешка · d4 чёрный слон · g4 чёрная пешка · a3 белая пешка · g3 белая пешка · f2 белая пешка · h2 белая пешка · g1 белый король | c8 белая ладья · e8 чёрный конь · a7 чёрная ладья · f7 чёрный король · g7 чёрная пешка · h7 чёрная пешка · b6 чёрная пешка · d6 белая пешка · e6 белый конь · e5 чёрная пешка · b4 белая пешка · d4 чёрный слон · g4 чёрная пешка · a3 белая пешка · g3 белая пешка · f2 белая пешка · h2 белая пешка · g1 белый король | 8 |
| 7 | c8 белая ладья · e8 чёрный конь · a7 чёрная ладья · f7 чёрный король · g7 чёрная пешка · h7 чёрная пешка · b6 чёрная пешка · d6 белая пешка · e6 белый конь · e5 чёрная пешка · b4 белая пешка · d4 чёрный слон · g4 чёрная пешка · a3 белая пешка · g3 белая пешка · f2 белая пешка · h2 белая пешка · g1 белый король | c8 белая ладья · e8 чёрный конь · a7 чёрная ладья · f7 чёрный король · g7 чёрная пешка · h7 чёрная пешка · b6 чёрная пешка · d6 белая пешка · e6 белый конь · e5 чёрная пешка · b4 белая пешка · d4 чёрный слон · g4 чёрная пешка · a3 белая пешка · g3 белая пешка · f2 белая пешка · h2 белая пешка · g1 белый король | c8 белая ладья · e8 чёрный конь · a7 чёрная ладья · f7 чёрный король · g7 чёрная пешка · h7 чёрная пешка · b6 чёрная пешка · d6 белая пешка · e6 белый конь · e5 чёрная пешка · b4 белая пешка · d4 чёрный слон · g4 чёрная пешка · a3 белая пешка · g3 белая пешка · f2 белая пешка · h2 белая пешка · g1 белый король | c8 белая ладья · e8 чёрный конь · a7 чёрная ладья · f7 чёрный король · g7 чёрная пешка · h7 чёрная пешка · b6 чёрная пешка · d6 белая пешка · e6 белый конь · e5 чёрная пешка · b4 белая пешка · d4 чёрный слон · g4 чёрная пешка · a3 белая пешка · g3 белая пешка · f2 белая пешка · h2 белая пешка · g1 белый король | c8 белая ладья · e8 чёрный конь · a7 чёрная ладья · f7 чёрный король · g7 чёрная пешка · h7 чёрная пешка · b6 чёрная пешка · d6 белая пешка · e6 белый конь · e5 чёрная пешка · b4 белая пешка · d4 чёрный слон · g4 чёрная пешка · a3 белая пешка · g3 белая пешка · f2 белая пешка · h2 белая пешка · g1 белый король | c8 белая ладья · e8 чёрный конь · a7 чёрная ладья · f7 чёрный король · g7 чёрная пешка · h7 чёрная пешка · b6 чёрная пешка · d6 белая пешка · e6 белый конь · e5 чёрная пешка · b4 белая пешка · d4 чёрный слон · g4 чёрная пешка · a3 белая пешка · g3 белая пешка · f2 белая пешка · h2 белая пешка · g1 белый король | c8 белая ладья · e8 чёрный конь · a7 чёрная ладья · f7 чёрный король · g7 чёрная пешка · h7 чёрная пешка · b6 чёрная пешка · d6 белая пешка · e6 белый конь · e5 чёрная пешка · b4 белая пешка · d4 чёрный слон · g4 чёрная пешка · a3 белая пешка · g3 белая пешка · f2 белая пешка · h2 белая пешка · g1 белый король | c8 белая ладья · e8 чёрный конь · a7 чёрная ладья · f7 чёрный король · g7 чёрная пешка · h7 чёрная пешка · b6 чёрная пешка · d6 белая пешка · e6 белый конь · e5 чёрная пешка · b4 белая пешка · d4 чёрный слон · g4 чёрная пешка · a3 белая пешка · g3 белая пешка · f2 белая пешка · h2 белая пешка · g1 белый король | 7 |
| 6 | c8 белая ладья · e8 чёрный конь · a7 чёрная ладья · f7 чёрный король · g7 чёрная пешка · h7 чёрная пешка · b6 чёрная пешка · d6 белая пешка · e6 белый конь · e5 чёрная пешка · b4 белая пешка · d4 чёрный слон · g4 чёрная пешка · a3 белая пешка · g3 белая пешка · f2 белая пешка · h2 белая пешка · g1 белый король | c8 белая ладья · e8 чёрный конь · a7 чёрная ладья · f7 чёрный король · g7 чёрная пешка · h7 чёрная пешка · b6 чёрная пешка · d6 белая пешка · e6 белый конь · e5 чёрная пешка · b4 белая пешка · d4 чёрный слон · g4 чёрная пешка · a3 белая пешка · g3 белая пешка · f2 белая пешка · h2 белая пешка · g1 белый король | c8 белая ладья · e8 чёрный конь · a7 чёрная ладья · f7 чёрный король · g7 чёрная пешка · h7 чёрная пешка · b6 чёрная пешка · d6 белая пешка · e6 белый конь · e5 чёрная пешка · b4 белая пешка · d4 чёрный слон · g4 чёрная пешка · a3 белая пешка · g3 белая пешка · f2 белая пешка · h2 белая пешка · g1 белый король | c8 белая ладья · e8 чёрный конь · a7 чёрная ладья · f7 чёрный король · g7 чёрная пешка · h7 чёрная пешка · b6 чёрная пешка · d6 белая пешка · e6 белый конь · e5 чёрная пешка · b4 белая пешка · d4 чёрный слон · g4 чёрная пешка · a3 белая пешка · g3 белая пешка · f2 белая пешка · h2 белая пешка · g1 белый король | c8 белая ладья · e8 чёрный конь · a7 чёрная ладья · f7 чёрный король · g7 чёрная пешка · h7 чёрная пешка · b6 чёрная пешка · d6 белая пешка · e6 белый конь · e5 чёрная пешка · b4 белая пешка · d4 чёрный слон · g4 чёрная пешка · a3 белая пешка · g3 белая пешка · f2 белая пешка · h2 белая пешка · g1 белый король | c8 белая ладья · e8 чёрный конь · a7 чёрная ладья · f7 чёрный король · g7 чёрная пешка · h7 чёрная пешка · b6 чёрная пешка · d6 белая пешка · e6 белый конь · e5 чёрная пешка · b4 белая пешка · d4 чёрный слон · g4 чёрная пешка · a3 белая пешка · g3 белая пешка · f2 белая пешка · h2 белая пешка · g1 белый король | c8 белая ладья · e8 чёрный конь · a7 чёрная ладья · f7 чёрный король · g7 чёрная пешка · h7 чёрная пешка · b6 чёрная пешка · d6 белая пешка · e6 белый конь · e5 чёрная пешка · b4 белая пешка · d4 чёрный слон · g4 чёрная пешка · a3 белая пешка · g3 белая пешка · f2 белая пешка · h2 белая пешка · g1 белый король | c8 белая ладья · e8 чёрный конь · a7 чёрная ладья · f7 чёрный король · g7 чёрная пешка · h7 чёрная пешка · b6 чёрная пешка · d6 белая пешка · e6 белый конь · e5 чёрная пешка · b4 белая пешка · d4 чёрный слон · g4 чёрная пешка · a3 белая пешка · g3 белая пешка · f2 белая пешка · h2 белая пешка · g1 белый король | 6 |
| 5 | c8 белая ладья · e8 чёрный конь · a7 чёрная ладья · f7 чёрный король · g7 чёрная пешка · h7 чёрная пешка · b6 чёрная пешка · d6 белая пешка · e6 белый конь · e5 чёрная пешка · b4 белая пешка · d4 чёрный слон · g4 чёрная пешка · a3 белая пешка · g3 белая пешка · f2 белая пешка · h2 белая пешка · g1 белый король | c8 белая ладья · e8 чёрный конь · a7 чёрная ладья · f7 чёрный король · g7 чёрная пешка · h7 чёрная пешка · b6 чёрная пешка · d6 белая пешка · e6 белый конь · e5 чёрная пешка · b4 белая пешка · d4 чёрный слон · g4 чёрная пешка · a3 белая пешка · g3 белая пешка · f2 белая пешка · h2 белая пешка · g1 белый король | c8 белая ладья · e8 чёрный конь · a7 чёрная ладья · f7 чёрный король · g7 чёрная пешка · h7 чёрная пешка · b6 чёрная пешка · d6 белая пешка · e6 белый конь · e5 чёрная пешка · b4 белая пешка · d4 чёрный слон · g4 чёрная пешка · a3 белая пешка · g3 белая пешка · f2 белая пешка · h2 белая пешка · g1 белый король | c8 белая ладья · e8 чёрный конь · a7 чёрная ладья · f7 чёрный король · g7 чёрная пешка · h7 чёрная пешка · b6 чёрная пешка · d6 белая пешка · e6 белый конь · e5 чёрная пешка · b4 белая пешка · d4 чёрный слон · g4 чёрная пешка · a3 белая пешка · g3 белая пешка · f2 белая пешка · h2 белая пешка · g1 белый король | c8 белая ладья · e8 чёрный конь · a7 чёрная ладья · f7 чёрный король · g7 чёрная пешка · h7 чёрная пешка · b6 чёрная пешка · d6 белая пешка · e6 белый конь · e5 чёрная пешка · b4 белая пешка · d4 чёрный слон · g4 чёрная пешка · a3 белая пешка · g3 белая пешка · f2 белая пешка · h2 белая пешка · g1 белый король | c8 белая ладья · e8 чёрный конь · a7 чёрная ладья · f7 чёрный король · g7 чёрная пешка · h7 чёрная пешка · b6 чёрная пешка · d6 белая пешка · e6 белый конь · e5 чёрная пешка · b4 белая пешка · d4 чёрный слон · g4 чёрная пешка · a3 белая пешка · g3 белая пешка · f2 белая пешка · h2 белая пешка · g1 белый король | c8 белая ладья · e8 чёрный конь · a7 чёрная ладья · f7 чёрный король · g7 чёрная пешка · h7 чёрная пешка · b6 чёрная пешка · d6 белая пешка · e6 белый конь · e5 чёрная пешка · b4 белая пешка · d4 чёрный слон · g4 чёрная пешка · a3 белая пешка · g3 белая пешка · f2 белая пешка · h2 белая пешка · g1 белый король | c8 белая ладья · e8 чёрный конь · a7 чёрная ладья · f7 чёрный король · g7 чёрная пешка · h7 чёрная пешка · b6 чёрная пешка · d6 белая пешка · e6 белый конь · e5 чёрная пешка · b4 белая пешка · d4 чёрный слон · g4 чёрная пешка · a3 белая пешка · g3 белая пешка · f2 белая пешка · h2 белая пешка · g1 белый король | 5 |
| 4 | c8 белая ладья · e8 чёрный конь · a7 чёрная ладья · f7 чёрный король · g7 чёрная пешка · h7 чёрная пешка · b6 чёрная пешка · d6 белая пешка · e6 белый конь · e5 чёрная пешка · b4 белая пешка · d4 чёрный слон · g4 чёрная пешка · a3 белая пешка · g3 белая пешка · f2 белая пешка · h2 белая пешка · g1 белый король | c8 белая ладья · e8 чёрный конь · a7 чёрная ладья · f7 чёрный король · g7 чёрная пешка · h7 чёрная пешка · b6 чёрная пешка · d6 белая пешка · e6 белый конь · e5 чёрная пешка · b4 белая пешка · d4 чёрный слон · g4 чёрная пешка · a3 белая пешка · g3 белая пешка · f2 белая пешка · h2 белая пешка · g1 белый король | c8 белая ладья · e8 чёрный конь · a7 чёрная ладья · f7 чёрный король · g7 чёрная пешка · h7 чёрная пешка · b6 чёрная пешка · d6 белая пешка · e6 белый конь · e5 чёрная пешка · b4 белая пешка · d4 чёрный слон · g4 чёрная пешка · a3 белая пешка · g3 белая пешка · f2 белая пешка · h2 белая пешка · g1 белый король | c8 белая ладья · e8 чёрный конь · a7 чёрная ладья · f7 чёрный король · g7 чёрная пешка · h7 чёрная пешка · b6 чёрная пешка · d6 белая пешка · e6 белый конь · e5 чёрная пешка · b4 белая пешка · d4 чёрный слон · g4 чёрная пешка · a3 белая пешка · g3 белая пешка · f2 белая пешка · h2 белая пешка · g1 белый король | c8 белая ладья · e8 чёрный конь · a7 чёрная ладья · f7 чёрный король · g7 чёрная пешка · h7 чёрная пешка · b6 чёрная пешка · d6 белая пешка · e6 белый конь · e5 чёрная пешка · b4 белая пешка · d4 чёрный слон · g4 чёрная пешка · a3 белая пешка · g3 белая пешка · f2 белая пешка · h2 белая пешка · g1 белый король | c8 белая ладья · e8 чёрный конь · a7 чёрная ладья · f7 чёрный король · g7 чёрная пешка · h7 чёрная пешка · b6 чёрная пешка · d6 белая пешка · e6 белый конь · e5 чёрная пешка · b4 белая пешка · d4 чёрный слон · g4 чёрная пешка · a3 белая пешка · g3 белая пешка · f2 белая пешка · h2 белая пешка · g1 белый король | c8 белая ладья · e8 чёрный конь · a7 чёрная ладья · f7 чёрный король · g7 чёрная пешка · h7 чёрная пешка · b6 чёрная пешка · d6 белая пешка · e6 белый конь · e5 чёрная пешка · b4 белая пешка · d4 чёрный слон · g4 чёрная пешка · a3 белая пешка · g3 белая пешка · f2 белая пешка · h2 белая пешка · g1 белый король | c8 белая ладья · e8 чёрный конь · a7 чёрная ладья · f7 чёрный король · g7 чёрная пешка · h7 чёрная пешка · b6 чёрная пешка · d6 белая пешка · e6 белый конь · e5 чёрная пешка · b4 белая пешка · d4 чёрный слон · g4 чёрная пешка · a3 белая пешка · g3 белая пешка · f2 белая пешка · h2 белая пешка · g1 белый король | 4 |
| 3 | c8 белая ладья · e8 чёрный конь · a7 чёрная ладья · f7 чёрный король · g7 чёрная пешка · h7 чёрная пешка · b6 чёрная пешка · d6 белая пешка · e6 белый конь · e5 чёрная пешка · b4 белая пешка · d4 чёрный слон · g4 чёрная пешка · a3 белая пешка · g3 белая пешка · f2 белая пешка · h2 белая пешка · g1 белый король | c8 белая ладья · e8 чёрный конь · a7 чёрная ладья · f7 чёрный король · g7 чёрная пешка · h7 чёрная пешка · b6 чёрная пешка · d6 белая пешка · e6 белый конь · e5 чёрная пешка · b4 белая пешка · d4 чёрный слон · g4 чёрная пешка · a3 белая пешка · g3 белая пешка · f2 белая пешка · h2 белая пешка · g1 белый король | c8 белая ладья · e8 чёрный конь · a7 чёрная ладья · f7 чёрный король · g7 чёрная пешка · h7 чёрная пешка · b6 чёрная пешка · d6 белая пешка · e6 белый конь · e5 чёрная пешка · b4 белая пешка · d4 чёрный слон · g4 чёрная пешка · a3 белая пешка · g3 белая пешка · f2 белая пешка · h2 белая пешка · g1 белый король | c8 белая ладья · e8 чёрный конь · a7 чёрная ладья · f7 чёрный король · g7 чёрная пешка · h7 чёрная пешка · b6 чёрная пешка · d6 белая пешка · e6 белый конь · e5 чёрная пешка · b4 белая пешка · d4 чёрный слон · g4 чёрная пешка · a3 белая пешка · g3 белая пешка · f2 белая пешка · h2 белая пешка · g1 белый король | c8 белая ладья · e8 чёрный конь · a7 чёрная ладья · f7 чёрный король · g7 чёрная пешка · h7 чёрная пешка · b6 чёрная пешка · d6 белая пешка · e6 белый конь · e5 чёрная пешка · b4 белая пешка · d4 чёрный слон · g4 чёрная пешка · a3 белая пешка · g3 белая пешка · f2 белая пешка · h2 белая пешка · g1 белый король | c8 белая ладья · e8 чёрный конь · a7 чёрная ладья · f7 чёрный король · g7 чёрная пешка · h7 чёрная пешка · b6 чёрная пешка · d6 белая пешка · e6 белый конь · e5 чёрная пешка · b4 белая пешка · d4 чёрный слон · g4 чёрная пешка · a3 белая пешка · g3 белая пешка · f2 белая пешка · h2 белая пешка · g1 белый король | c8 белая ладья · e8 чёрный конь · a7 чёрная ладья · f7 чёрный король · g7 чёрная пешка · h7 чёрная пешка · b6 чёрная пешка · d6 белая пешка · e6 белый конь · e5 чёрная пешка · b4 белая пешка · d4 чёрный слон · g4 чёрная пешка · a3 белая пешка · g3 белая пешка · f2 белая пешка · h2 белая пешка · g1 белый король | c8 белая ладья · e8 чёрный конь · a7 чёрная ладья · f7 чёрный король · g7 чёрная пешка · h7 чёрная пешка · b6 чёрная пешка · d6 белая пешка · e6 белый конь · e5 чёрная пешка · b4 белая пешка · d4 чёрный слон · g4 чёрная пешка · a3 белая пешка · g3 белая пешка · f2 белая пешка · h2 белая пешка · g1 белый король | 3 |
| 2 | c8 белая ладья · e8 чёрный конь · a7 чёрная ладья · f7 чёрный король · g7 чёрная пешка · h7 чёрная пешка · b6 чёрная пешка · d6 белая пешка · e6 белый конь · e5 чёрная пешка · b4 белая пешка · d4 чёрный слон · g4 чёрная пешка · a3 белая пешка · g3 белая пешка · f2 белая пешка · h2 белая пешка · g1 белый король | c8 белая ладья · e8 чёрный конь · a7 чёрная ладья · f7 чёрный король · g7 чёрная пешка · h7 чёрная пешка · b6 чёрная пешка · d6 белая пешка · e6 белый конь · e5 чёрная пешка · b4 белая пешка · d4 чёрный слон · g4 чёрная пешка · a3 белая пешка · g3 белая пешка · f2 белая пешка · h2 белая пешка · g1 белый король | c8 белая ладья · e8 чёрный конь · a7 чёрная ладья · f7 чёрный король · g7 чёрная пешка · h7 чёрная пешка · b6 чёрная пешка · d6 белая пешка · e6 белый конь · e5 чёрная пешка · b4 белая пешка · d4 чёрный слон · g4 чёрная пешка · a3 белая пешка · g3 белая пешка · f2 белая пешка · h2 белая пешка · g1 белый король | c8 белая ладья · e8 чёрный конь · a7 чёрная ладья · f7 чёрный король · g7 чёрная пешка · h7 чёрная пешка · b6 чёрная пешка · d6 белая пешка · e6 белый конь · e5 чёрная пешка · b4 белая пешка · d4 чёрный слон · g4 чёрная пешка · a3 белая пешка · g3 белая пешка · f2 белая пешка · h2 белая пешка · g1 белый король | c8 белая ладья · e8 чёрный конь · a7 чёрная ладья · f7 чёрный король · g7 чёрная пешка · h7 чёрная пешка · b6 чёрная пешка · d6 белая пешка · e6 белый конь · e5 чёрная пешка · b4 белая пешка · d4 чёрный слон · g4 чёрная пешка · a3 белая пешка · g3 белая пешка · f2 белая пешка · h2 белая пешка · g1 белый король | c8 белая ладья · e8 чёрный конь · a7 чёрная ладья · f7 чёрный король · g7 чёрная пешка · h7 чёрная пешка · b6 чёрная пешка · d6 белая пешка · e6 белый конь · e5 чёрная пешка · b4 белая пешка · d4 чёрный слон · g4 чёрная пешка · a3 белая пешка · g3 белая пешка · f2 белая пешка · h2 белая пешка · g1 белый король | c8 белая ладья · e8 чёрный конь · a7 чёрная ладья · f7 чёрный король · g7 чёрная пешка · h7 чёрная пешка · b6 чёрная пешка · d6 белая пешка · e6 белый конь · e5 чёрная пешка · b4 белая пешка · d4 чёрный слон · g4 чёрная пешка · a3 белая пешка · g3 белая пешка · f2 белая пешка · h2 белая пешка · g1 белый король | c8 белая ладья · e8 чёрный конь · a7 чёрная ладья · f7 чёрный король · g7 чёрная пешка · h7 чёрная пешка · b6 чёрная пешка · d6 белая пешка · e6 белый конь · e5 чёрная пешка · b4 белая пешка · d4 чёрный слон · g4 чёрная пешка · a3 белая пешка · g3 белая пешка · f2 белая пешка · h2 белая пешка · g1 белый король | 2 |
| 1 | c8 белая ладья · e8 чёрный конь · a7 чёрная ладья · f7 чёрный король · g7 чёрная пешка · h7 чёрная пешка · b6 чёрная пешка · d6 белая пешка · e6 белый конь · e5 чёрная пешка · b4 белая пешка · d4 чёрный слон · g4 чёрная пешка · a3 белая пешка · g3 белая пешка · f2 белая пешка · h2 белая пешка · g1 белый король | c8 белая ладья · e8 чёрный конь · a7 чёрная ладья · f7 чёрный король · g7 чёрная пешка · h7 чёрная пешка · b6 чёрная пешка · d6 белая пешка · e6 белый конь · e5 чёрная пешка · b4 белая пешка · d4 чёрный слон · g4 чёрная пешка · a3 белая пешка · g3 белая пешка · f2 белая пешка · h2 белая пешка · g1 белый король | c8 белая ладья · e8 чёрный конь · a7 чёрная ладья · f7 чёрный король · g7 чёрная пешка · h7 чёрная пешка · b6 чёрная пешка · d6 белая пешка · e6 белый конь · e5 чёрная пешка · b4 белая пешка · d4 чёрный слон · g4 чёрная пешка · a3 белая пешка · g3 белая пешка · f2 белая пешка · h2 белая пешка · g1 белый король | c8 белая ладья · e8 чёрный конь · a7 чёрная ладья · f7 чёрный король · g7 чёрная пешка · h7 чёрная пешка · b6 чёрная пешка · d6 белая пешка · e6 белый конь · e5 чёрная пешка · b4 белая пешка · d4 чёрный слон · g4 чёрная пешка · a3 белая пешка · g3 белая пешка · f2 белая пешка · h2 белая пешка · g1 белый король | c8 белая ладья · e8 чёрный конь · a7 чёрная ладья · f7 чёрный король · g7 чёрная пешка · h7 чёрная пешка · b6 чёрная пешка · d6 белая пешка · e6 белый конь · e5 чёрная пешка · b4 белая пешка · d4 чёрный слон · g4 чёрная пешка · a3 белая пешка · g3 белая пешка · f2 белая пешка · h2 белая пешка · g1 белый король | c8 белая ладья · e8 чёрный конь · a7 чёрная ладья · f7 чёрный король · g7 чёрная пешка · h7 чёрная пешка · b6 чёрная пешка · d6 белая пешка · e6 белый конь · e5 чёрная пешка · b4 белая пешка · d4 чёрный слон · g4 чёрная пешка · a3 белая пешка · g3 белая пешка · f2 белая пешка · h2 белая пешка · g1 белый король | c8 белая ладья · e8 чёрный конь · a7 чёрная ладья · f7 чёрный король · g7 чёрная пешка · h7 чёрная пешка · b6 чёрная пешка · d6 белая пешка · e6 белый конь · e5 чёрная пешка · b4 белая пешка · d4 чёрный слон · g4 чёрная пешка · a3 белая пешка · g3 белая пешка · f2 белая пешка · h2 белая пешка · g1 белый король | c8 белая ладья · e8 чёрный конь · a7 чёрная ладья · f7 чёрный король · g7 чёрная пешка · h7 чёрная пешка · b6 чёрная пешка · d6 белая пешка · e6 белый конь · e5 чёрная пешка · b4 белая пешка · d4 чёрный слон · g4 чёрная пешка · a3 белая пешка · g3 белая пешка · f2 белая пешка · h2 белая пешка · g1 белый король | 1 |
|   | a | b | c | d | e | f | g | h |   |

|   | a | b | c | d | e | f | g | h |   |
| - | --- | --- | --- | --- | --- | --- | --- | --- | - |
| 8 | g7 чёрная пешка · h7 чёрная пешка · b6 чёрная пешка · c6 белый конь · b5 белая пешка · e5 чёрная пешка · a4 белая пешка · b4 чёрный слон · c4 чёрный король · g4 чёрная пешка · g3 белая пешка · f2 белая пешка · h2 белая пешка · g1 белый король | g7 чёрная пешка · h7 чёрная пешка · b6 чёрная пешка · c6 белый конь · b5 белая пешка · e5 чёрная пешка · a4 белая пешка · b4 чёрный слон · c4 чёрный король · g4 чёрная пешка · g3 белая пешка · f2 белая пешка · h2 белая пешка · g1 белый король | g7 чёрная пешка · h7 чёрная пешка · b6 чёрная пешка · c6 белый конь · b5 белая пешка · e5 чёрная пешка · a4 белая пешка · b4 чёрный слон · c4 чёрный король · g4 чёрная пешка · g3 белая пешка · f2 белая пешка · h2 белая пешка · g1 белый король | g7 чёрная пешка · h7 чёрная пешка · b6 чёрная пешка · c6 белый конь · b5 белая пешка · e5 чёрная пешка · a4 белая пешка · b4 чёрный слон · c4 чёрный король · g4 чёрная пешка · g3 белая пешка · f2 белая пешка · h2 белая пешка · g1 белый король | g7 чёрная пешка · h7 чёрная пешка · b6 чёрная пешка · c6 белый конь · b5 белая пешка · e5 чёрная пешка · a4 белая пешка · b4 чёрный слон · c4 чёрный король · g4 чёрная пешка · g3 белая пешка · f2 белая пешка · h2 белая пешка · g1 белый король | g7 чёрная пешка · h7 чёрная пешка · b6 чёрная пешка · c6 белый конь · b5 белая пешка · e5 чёрная пешка · a4 белая пешка · b4 чёрный слон · c4 чёрный король · g4 чёрная пешка · g3 белая пешка · f2 белая пешка · h2 белая пешка · g1 белый король | g7 чёрная пешка · h7 чёрная пешка · b6 чёрная пешка · c6 белый конь · b5 белая пешка · e5 чёрная пешка · a4 белая пешка · b4 чёрный слон · c4 чёрный король · g4 чёрная пешка · g3 белая пешка · f2 белая пешка · h2 белая пешка · g1 белый король | g7 чёрная пешка · h7 чёрная пешка · b6 чёрная пешка · c6 белый конь · b5 белая пешка · e5 чёрная пешка · a4 белая пешка · b4 чёрный слон · c4 чёрный король · g4 чёрная пешка · g3 белая пешка · f2 белая пешка · h2 белая пешка · g1 белый король | 8 |
| 7 | g7 чёрная пешка · h7 чёрная пешка · b6 чёрная пешка · c6 белый конь · b5 белая пешка · e5 чёрная пешка · a4 белая пешка · b4 чёрный слон · c4 чёрный король · g4 чёрная пешка · g3 белая пешка · f2 белая пешка · h2 белая пешка · g1 белый король | g7 чёрная пешка · h7 чёрная пешка · b6 чёрная пешка · c6 белый конь · b5 белая пешка · e5 чёрная пешка · a4 белая пешка · b4 чёрный слон · c4 чёрный король · g4 чёрная пешка · g3 белая пешка · f2 белая пешка · h2 белая пешка · g1 белый король | g7 чёрная пешка · h7 чёрная пешка · b6 чёрная пешка · c6 белый конь · b5 белая пешка · e5 чёрная пешка · a4 белая пешка · b4 чёрный слон · c4 чёрный король · g4 чёрная пешка · g3 белая пешка · f2 белая пешка · h2 белая пешка · g1 белый король | g7 чёрная пешка · h7 чёрная пешка · b6 чёрная пешка · c6 белый конь · b5 белая пешка · e5 чёрная пешка · a4 белая пешка · b4 чёрный слон · c4 чёрный король · g4 чёрная пешка · g3 белая пешка · f2 белая пешка · h2 белая пешка · g1 белый король | g7 чёрная пешка · h7 чёрная пешка · b6 чёрная пешка · c6 белый конь · b5 белая пешка · e5 чёрная пешка · a4 белая пешка · b4 чёрный слон · c4 чёрный король · g4 чёрная пешка · g3 белая пешка · f2 белая пешка · h2 белая пешка · g1 белый король | g7 чёрная пешка · h7 чёрная пешка · b6 чёрная пешка · c6 белый конь · b5 белая пешка · e5 чёрная пешка · a4 белая пешка · b4 чёрный слон · c4 чёрный король · g4 чёрная пешка · g3 белая пешка · f2 белая пешка · h2 белая пешка · g1 белый король | g7 чёрная пешка · h7 чёрная пешка · b6 чёрная пешка · c6 белый конь · b5 белая пешка · e5 чёрная пешка · a4 белая пешка · b4 чёрный слон · c4 чёрный король · g4 чёрная пешка · g3 белая пешка · f2 белая пешка · h2 белая пешка · g1 белый король | g7 чёрная пешка · h7 чёрная пешка · b6 чёрная пешка · c6 белый конь · b5 белая пешка · e5 чёрная пешка · a4 белая пешка · b4 чёрный слон · c4 чёрный король · g4 чёрная пешка · g3 белая пешка · f2 белая пешка · h2 белая пешка · g1 белый король | 7 |
| 6 | g7 чёрная пешка · h7 чёрная пешка · b6 чёрная пешка · c6 белый конь · b5 белая пешка · e5 чёрная пешка · a4 белая пешка · b4 чёрный слон · c4 чёрный король · g4 чёрная пешка · g3 белая пешка · f2 белая пешка · h2 белая пешка · g1 белый король | g7 чёрная пешка · h7 чёрная пешка · b6 чёрная пешка · c6 белый конь · b5 белая пешка · e5 чёрная пешка · a4 белая пешка · b4 чёрный слон · c4 чёрный король · g4 чёрная пешка · g3 белая пешка · f2 белая пешка · h2 белая пешка · g1 белый король | g7 чёрная пешка · h7 чёрная пешка · b6 чёрная пешка · c6 белый конь · b5 белая пешка · e5 чёрная пешка · a4 белая пешка · b4 чёрный слон · c4 чёрный король · g4 чёрная пешка · g3 белая пешка · f2 белая пешка · h2 белая пешка · g1 белый король | g7 чёрная пешка · h7 чёрная пешка · b6 чёрная пешка · c6 белый конь · b5 белая пешка · e5 чёрная пешка · a4 белая пешка · b4 чёрный слон · c4 чёрный король · g4 чёрная пешка · g3 белая пешка · f2 белая пешка · h2 белая пешка · g1 белый король | g7 чёрная пешка · h7 чёрная пешка · b6 чёрная пешка · c6 белый конь · b5 белая пешка · e5 чёрная пешка · a4 белая пешка · b4 чёрный слон · c4 чёрный король · g4 чёрная пешка · g3 белая пешка · f2 белая пешка · h2 белая пешка · g1 белый король | g7 чёрная пешка · h7 чёрная пешка · b6 чёрная пешка · c6 белый конь · b5 белая пешка · e5 чёрная пешка · a4 белая пешка · b4 чёрный слон · c4 чёрный король · g4 чёрная пешка · g3 белая пешка · f2 белая пешка · h2 белая пешка · g1 белый король | g7 чёрная пешка · h7 чёрная пешка · b6 чёрная пешка · c6 белый конь · b5 белая пешка · e5 чёрная пешка · a4 белая пешка · b4 чёрный слон · c4 чёрный король · g4 чёрная пешка · g3 белая пешка · f2 белая пешка · h2 белая пешка · g1 белый король | g7 чёрная пешка · h7 чёрная пешка · b6 чёрная пешка · c6 белый конь · b5 белая пешка · e5 чёрная пешка · a4 белая пешка · b4 чёрный слон · c4 чёрный король · g4 чёрная пешка · g3 белая пешка · f2 белая пешка · h2 белая пешка · g1 белый король | 6 |
| 5 | g7 чёрная пешка · h7 чёрная пешка · b6 чёрная пешка · c6 белый конь · b5 белая пешка · e5 чёрная пешка · a4 белая пешка · b4 чёрный слон · c4 чёрный король · g4 чёрная пешка · g3 белая пешка · f2 белая пешка · h2 белая пешка · g1 белый король | g7 чёрная пешка · h7 чёрная пешка · b6 чёрная пешка · c6 белый конь · b5 белая пешка · e5 чёрная пешка · a4 белая пешка · b4 чёрный слон · c4 чёрный король · g4 чёрная пешка · g3 белая пешка · f2 белая пешка · h2 белая пешка · g1 белый король | g7 чёрная пешка · h7 чёрная пешка · b6 чёрная пешка · c6 белый конь · b5 белая пешка · e5 чёрная пешка · a4 белая пешка · b4 чёрный слон · c4 чёрный король · g4 чёрная пешка · g3 белая пешка · f2 белая пешка · h2 белая пешка · g1 белый король | g7 чёрная пешка · h7 чёрная пешка · b6 чёрная пешка · c6 белый конь · b5 белая пешка · e5 чёрная пешка · a4 белая пешка · b4 чёрный слон · c4 чёрный король · g4 чёрная пешка · g3 белая пешка · f2 белая пешка · h2 белая пешка · g1 белый король | g7 чёрная пешка · h7 чёрная пешка · b6 чёрная пешка · c6 белый конь · b5 белая пешка · e5 чёрная пешка · a4 белая пешка · b4 чёрный слон · c4 чёрный король · g4 чёрная пешка · g3 белая пешка · f2 белая пешка · h2 белая пешка · g1 белый король | g7 чёрная пешка · h7 чёрная пешка · b6 чёрная пешка · c6 белый конь · b5 белая пешка · e5 чёрная пешка · a4 белая пешка · b4 чёрный слон · c4 чёрный король · g4 чёрная пешка · g3 белая пешка · f2 белая пешка · h2 белая пешка · g1 белый король | g7 чёрная пешка · h7 чёрная пешка · b6 чёрная пешка · c6 белый конь · b5 белая пешка · e5 чёрная пешка · a4 белая пешка · b4 чёрный слон · c4 чёрный король · g4 чёрная пешка · g3 белая пешка · f2 белая пешка · h2 белая пешка · g1 белый король | g7 чёрная пешка · h7 чёрная пешка · b6 чёрная пешка · c6 белый конь · b5 белая пешка · e5 чёрная пешка · a4 белая пешка · b4 чёрный слон · c4 чёрный король · g4 чёрная пешка · g3 белая пешка · f2 белая пешка · h2 белая пешка · g1 белый король | 5 |
| 4 | g7 чёрная пешка · h7 чёрная пешка · b6 чёрная пешка · c6 белый конь · b5 белая пешка · e5 чёрная пешка · a4 белая пешка · b4 чёрный слон · c4 чёрный король · g4 чёрная пешка · g3 белая пешка · f2 белая пешка · h2 белая пешка · g1 белый король | g7 чёрная пешка · h7 чёрная пешка · b6 чёрная пешка · c6 белый конь · b5 белая пешка · e5 чёрная пешка · a4 белая пешка · b4 чёрный слон · c4 чёрный король · g4 чёрная пешка · g3 белая пешка · f2 белая пешка · h2 белая пешка · g1 белый король | g7 чёрная пешка · h7 чёрная пешка · b6 чёрная пешка · c6 белый конь · b5 белая пешка · e5 чёрная пешка · a4 белая пешка · b4 чёрный слон · c4 чёрный король · g4 чёрная пешка · g3 белая пешка · f2 белая пешка · h2 белая пешка · g1 белый король | g7 чёрная пешка · h7 чёрная пешка · b6 чёрная пешка · c6 белый конь · b5 белая пешка · e5 чёрная пешка · a4 белая пешка · b4 чёрный слон · c4 чёрный король · g4 чёрная пешка · g3 белая пешка · f2 белая пешка · h2 белая пешка · g1 белый король | g7 чёрная пешка · h7 чёрная пешка · b6 чёрная пешка · c6 белый конь · b5 белая пешка · e5 чёрная пешка · a4 белая пешка · b4 чёрный слон · c4 чёрный король · g4 чёрная пешка · g3 белая пешка · f2 белая пешка · h2 белая пешка · g1 белый король | g7 чёрная пешка · h7 чёрная пешка · b6 чёрная пешка · c6 белый конь · b5 белая пешка · e5 чёрная пешка · a4 белая пешка · b4 чёрный слон · c4 чёрный король · g4 чёрная пешка · g3 белая пешка · f2 белая пешка · h2 белая пешка · g1 белый король | g7 чёрная пешка · h7 чёрная пешка · b6 чёрная пешка · c6 белый конь · b5 белая пешка · e5 чёрная пешка · a4 белая пешка · b4 чёрный слон · c4 чёрный король · g4 чёрная пешка · g3 белая пешка · f2 белая пешка · h2 белая пешка · g1 белый король | g7 чёрная пешка · h7 чёрная пешка · b6 чёрная пешка · c6 белый конь · b5 белая пешка · e5 чёрная пешка · a4 белая пешка · b4 чёрный слон · c4 чёрный король · g4 чёрная пешка · g3 белая пешка · f2 белая пешка · h2 белая пешка · g1 белый король | 4 |
| 3 | g7 чёрная пешка · h7 чёрная пешка · b6 чёрная пешка · c6 белый конь · b5 белая пешка · e5 чёрная пешка · a4 белая пешка · b4 чёрный слон · c4 чёрный король · g4 чёрная пешка · g3 белая пешка · f2 белая пешка · h2 белая пешка · g1 белый король | g7 чёрная пешка · h7 чёрная пешка · b6 чёрная пешка · c6 белый конь · b5 белая пешка · e5 чёрная пешка · a4 белая пешка · b4 чёрный слон · c4 чёрный король · g4 чёрная пешка · g3 белая пешка · f2 белая пешка · h2 белая пешка · g1 белый король | g7 чёрная пешка · h7 чёрная пешка · b6 чёрная пешка · c6 белый конь · b5 белая пешка · e5 чёрная пешка · a4 белая пешка · b4 чёрный слон · c4 чёрный король · g4 чёрная пешка · g3 белая пешка · f2 белая пешка · h2 белая пешка · g1 белый король | g7 чёрная пешка · h7 чёрная пешка · b6 чёрная пешка · c6 белый конь · b5 белая пешка · e5 чёрная пешка · a4 белая пешка · b4 чёрный слон · c4 чёрный король · g4 чёрная пешка · g3 белая пешка · f2 белая пешка · h2 белая пешка · g1 белый король | g7 чёрная пешка · h7 чёрная пешка · b6 чёрная пешка · c6 белый конь · b5 белая пешка · e5 чёрная пешка · a4 белая пешка · b4 чёрный слон · c4 чёрный король · g4 чёрная пешка · g3 белая пешка · f2 белая пешка · h2 белая пешка · g1 белый король | g7 чёрная пешка · h7 чёрная пешка · b6 чёрная пешка · c6 белый конь · b5 белая пешка · e5 чёрная пешка · a4 белая пешка · b4 чёрный слон · c4 чёрный король · g4 чёрная пешка · g3 белая пешка · f2 белая пешка · h2 белая пешка · g1 белый король | g7 чёрная пешка · h7 чёрная пешка · b6 чёрная пешка · c6 белый конь · b5 белая пешка · e5 чёрная пешка · a4 белая пешка · b4 чёрный слон · c4 чёрный король · g4 чёрная пешка · g3 белая пешка · f2 белая пешка · h2 белая пешка · g1 белый король | g7 чёрная пешка · h7 чёрная пешка · b6 чёрная пешка · c6 белый конь · b5 белая пешка · e5 чёрная пешка · a4 белая пешка · b4 чёрный слон · c4 чёрный король · g4 чёрная пешка · g3 белая пешка · f2 белая пешка · h2 белая пешка · g1 белый король | 3 |
| 2 | g7 чёрная пешка · h7 чёрная пешка · b6 чёрная пешка · c6 белый конь · b5 белая пешка · e5 чёрная пешка · a4 белая пешка · b4 чёрный слон · c4 чёрный король · g4 чёрная пешка · g3 белая пешка · f2 белая пешка · h2 белая пешка · g1 белый король | g7 чёрная пешка · h7 чёрная пешка · b6 чёрная пешка · c6 белый конь · b5 белая пешка · e5 чёрная пешка · a4 белая пешка · b4 чёрный слон · c4 чёрный король · g4 чёрная пешка · g3 белая пешка · f2 белая пешка · h2 белая пешка · g1 белый король | g7 чёрная пешка · h7 чёрная пешка · b6 чёрная пешка · c6 белый конь · b5 белая пешка · e5 чёрная пешка · a4 белая пешка · b4 чёрный слон · c4 чёрный король · g4 чёрная пешка · g3 белая пешка · f2 белая пешка · h2 белая пешка · g1 белый король | g7 чёрная пешка · h7 чёрная пешка · b6 чёрная пешка · c6 белый конь · b5 белая пешка · e5 чёрная пешка · a4 белая пешка · b4 чёрный слон · c4 чёрный король · g4 чёрная пешка · g3 белая пешка · f2 белая пешка · h2 белая пешка · g1 белый король | g7 чёрная пешка · h7 чёрная пешка · b6 чёрная пешка · c6 белый конь · b5 белая пешка · e5 чёрная пешка · a4 белая пешка · b4 чёрный слон · c4 чёрный король · g4 чёрная пешка · g3 белая пешка · f2 белая пешка · h2 белая пешка · g1 белый король | g7 чёрная пешка · h7 чёрная пешка · b6 чёрная пешка · c6 белый конь · b5 белая пешка · e5 чёрная пешка · a4 белая пешка · b4 чёрный слон · c4 чёрный король · g4 чёрная пешка · g3 белая пешка · f2 белая пешка · h2 белая пешка · g1 белый король | g7 чёрная пешка · h7 чёрная пешка · b6 чёрная пешка · c6 белый конь · b5 белая пешка · e5 чёрная пешка · a4 белая пешка · b4 чёрный слон · c4 чёрный король · g4 чёрная пешка · g3 белая пешка · f2 белая пешка · h2 белая пешка · g1 белый король | g7 чёрная пешка · h7 чёрная пешка · b6 чёрная пешка · c6 белый конь · b5 белая пешка · e5 чёрная пешка · a4 белая пешка · b4 чёрный слон · c4 чёрный король · g4 чёрная пешка · g3 белая пешка · f2 белая пешка · h2 белая пешка · g1 белый король | 2 |
| 1 | g7 чёрная пешка · h7 чёрная пешка · b6 чёрная пешка · c6 белый конь · b5 белая пешка · e5 чёрная пешка · a4 белая пешка · b4 чёрный слон · c4 чёрный король · g4 чёрная пешка · g3 белая пешка · f2 белая пешка · h2 белая пешка · g1 белый король | g7 чёрная пешка · h7 чёрная пешка · b6 чёрная пешка · c6 белый конь · b5 белая пешка · e5 чёрная пешка · a4 белая пешка · b4 чёрный слон · c4 чёрный король · g4 чёрная пешка · g3 белая пешка · f2 белая пешка · h2 белая пешка · g1 белый король | g7 чёрная пешка · h7 чёрная пешка · b6 чёрная пешка · c6 белый конь · b5 белая пешка · e5 чёрная пешка · a4 белая пешка · b4 чёрный слон · c4 чёрный король · g4 чёрная пешка · g3 белая пешка · f2 белая пешка · h2 белая пешка · g1 белый король | g7 чёрная пешка · h7 чёрная пешка · b6 чёрная пешка · c6 белый конь · b5 белая пешка · e5 чёрная пешка · a4 белая пешка · b4 чёрный слон · c4 чёрный король · g4 чёрная пешка · g3 белая пешка · f2 белая пешка · h2 белая пешка · g1 белый король | g7 чёрная пешка · h7 чёрная пешка · b6 чёрная пешка · c6 белый конь · b5 белая пешка · e5 чёрная пешка · a4 белая пешка · b4 чёрный слон · c4 чёрный король · g4 чёрная пешка · g3 белая пешка · f2 белая пешка · h2 белая пешка · g1 белый король | g7 чёрная пешка · h7 чёрная пешка · b6 чёрная пешка · c6 белый конь · b5 белая пешка · e5 чёрная пешка · a4 белая пешка · b4 чёрный слон · c4 чёрный король · g4 чёрная пешка · g3 белая пешка · f2 белая пешка · h2 белая пешка · g1 белый король | g7 чёрная пешка · h7 чёрная пешка · b6 чёрная пешка · c6 белый конь · b5 белая пешка · e5 чёрная пешка · a4 белая пешка · b4 чёрный слон · c4 чёрный король · g4 чёрная пешка · g3 белая пешка · f2 белая пешка · h2 белая пешка · g1 белый король | g7 чёрная пешка · h7 чёрная пешка · b6 чёрная пешка · c6 белый конь · b5 белая пешка · e5 чёрная пешка · a4 белая пешка · b4 чёрный слон · c4 чёрный король · g4 чёрная пешка · g3 белая пешка · f2 белая пешка · h2 белая пешка · g1 белый король | 1 |
|   | a | b | c | d | e | f | g | h |   |

Бен бросил среднюю школу в июне 1986 года в возрасте 16 лет и переехал в Колумбус. Он начал давать уроки по шахматам и играть в местных турнирах. Позже был студентом Государственного университета Уэйна.

## Шахматная карьера

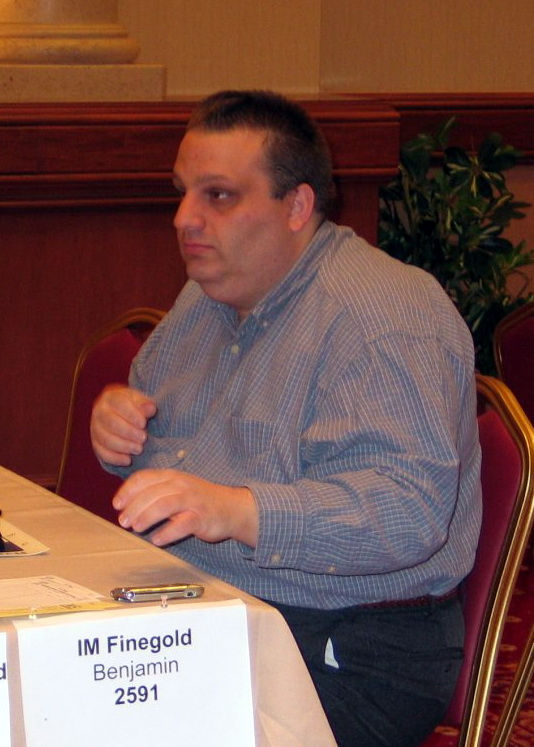
В 2009 году

### 1980—2010
В феврале 1988 года сыграл на сильном Всемирном шахматном фестивале с большим призовым фондом, набрал 50 % очков.
В июле 1989 года сыграл в турнире в Амстердаме с сильными участниками, половина из которых были официальными гроссмейстерами. Он занял 2-е место, проиграв в последнем туре Зурабу Азмайпарашвили и почти выполнил необходимые нормы для титула гроссмейстера.
В 1990-х годах стал одним из лучших шахматистов США, становился призёром многих турниров. Набрал рейтинг выше 2400, достигнув звания международного мастера.
В 1993 году выступил с результатом +7-1=5 на Открытом чемпионате США, заняв 2-е место. Его рейтинг USCF превысил 2600. Разделил 1-е место в 1994 и 2007 годах.

### Титул гроссмейстера
В 2001 году успешно выступил на чемпионате США. В 2002 году, выиграв у Павла Блатного, Файнголд получил первую норму гроссмейстера. Вторую норму получил спустя 3 года в Чикаго, сыграв вничью с Александром Онищуком, Ильёй Смириным и Аруром Юсуповым. Последнюю норму получил в 2009 году в возрасте 40 лет, позже звание было официально присвоено.

### Вклад в теорию
|   | a | b | c | d | e | f | g | h |   |
| - | --- | --- | --- | --- | --- | --- | --- | --- | - |
| 8 | a8 чёрная ладья · b8 чёрный конь · c8 чёрный слон · d8 чёрный ферзь · e8 чёрный король · h8 чёрная ладья · b7 чёрная пешка · e7 чёрный слон · f7 чёрная пешка · g7 чёрная пешка · h7 чёрная пешка · a6 чёрная пешка · d6 чёрная пешка · e6 чёрная пешка · f6 чёрный конь · c4 белый слон · e4 белая пешка · c3 белый конь · f3 белый конь · a2 белая пешка · b2 белая пешка · e2 белый ферзь · f2 белая пешка · g2 белая пешка · h2 белая пешка · a1 белая ладья · c1 белый слон · f1 белая ладья · g1 белый король | a8 чёрная ладья · b8 чёрный конь · c8 чёрный слон · d8 чёрный ферзь · e8 чёрный король · h8 чёрная ладья · b7 чёрная пешка · e7 чёрный слон · f7 чёрная пешка · g7 чёрная пешка · h7 чёрная пешка · a6 чёрная пешка · d6 чёрная пешка · e6 чёрная пешка · f6 чёрный конь · c4 белый слон · e4 белая пешка · c3 белый конь · f3 белый конь · a2 белая пешка · b2 белая пешка · e2 белый ферзь · f2 белая пешка · g2 белая пешка · h2 белая пешка · a1 белая ладья · c1 белый слон · f1 белая ладья · g1 белый король | a8 чёрная ладья · b8 чёрный конь · c8 чёрный слон · d8 чёрный ферзь · e8 чёрный король · h8 чёрная ладья · b7 чёрная пешка · e7 чёрный слон · f7 чёрная пешка · g7 чёрная пешка · h7 чёрная пешка · a6 чёрная пешка · d6 чёрная пешка · e6 чёрная пешка · f6 чёрный конь · c4 белый слон · e4 белая пешка · c3 белый конь · f3 белый конь · a2 белая пешка · b2 белая пешка · e2 белый ферзь · f2 белая пешка · g2 белая пешка · h2 белая пешка · a1 белая ладья · c1 белый слон · f1 белая ладья · g1 белый король | a8 чёрная ладья · b8 чёрный конь · c8 чёрный слон · d8 чёрный ферзь · e8 чёрный король · h8 чёрная ладья · b7 чёрная пешка · e7 чёрный слон · f7 чёрная пешка · g7 чёрная пешка · h7 чёрная пешка · a6 чёрная пешка · d6 чёрная пешка · e6 чёрная пешка · f6 чёрный конь · c4 белый слон · e4 белая пешка · c3 белый конь · f3 белый конь · a2 белая пешка · b2 белая пешка · e2 белый ферзь · f2 белая пешка · g2 белая пешка · h2 белая пешка · a1 белая ладья · c1 белый слон · f1 белая ладья · g1 белый король | a8 чёрная ладья · b8 чёрный конь · c8 чёрный слон · d8 чёрный ферзь · e8 чёрный король · h8 чёрная ладья · b7 чёрная пешка · e7 чёрный слон · f7 чёрная пешка · g7 чёрная пешка · h7 чёрная пешка · a6 чёрная пешка · d6 чёрная пешка · e6 чёрная пешка · f6 чёрный конь · c4 белый слон · e4 белая пешка · c3 белый конь · f3 белый конь · a2 белая пешка · b2 белая пешка · e2 белый ферзь · f2 белая пешка · g2 белая пешка · h2 белая пешка · a1 белая ладья · c1 белый слон · f1 белая ладья · g1 белый король | a8 чёрная ладья · b8 чёрный конь · c8 чёрный слон · d8 чёрный ферзь · e8 чёрный король · h8 чёрная ладья · b7 чёрная пешка · e7 чёрный слон · f7 чёрная пешка · g7 чёрная пешка · h7 чёрная пешка · a6 чёрная пешка · d6 чёрная пешка · e6 чёрная пешка · f6 чёрный конь · c4 белый слон · e4 белая пешка · c3 белый конь · f3 белый конь · a2 белая пешка · b2 белая пешка · e2 белый ферзь · f2 белая пешка · g2 белая пешка · h2 белая пешка · a1 белая ладья · c1 белый слон · f1 белая ладья · g1 белый король | a8 чёрная ладья · b8 чёрный конь · c8 чёрный слон · d8 чёрный ферзь · e8 чёрный король · h8 чёрная ладья · b7 чёрная пешка · e7 чёрный слон · f7 чёрная пешка · g7 чёрная пешка · h7 чёрная пешка · a6 чёрная пешка · d6 чёрная пешка · e6 чёрная пешка · f6 чёрный конь · c4 белый слон · e4 белая пешка · c3 белый конь · f3 белый конь · a2 белая пешка · b2 белая пешка · e2 белый ферзь · f2 белая пешка · g2 белая пешка · h2 белая пешка · a1 белая ладья · c1 белый слон · f1 белая ладья · g1 белый король | a8 чёрная ладья · b8 чёрный конь · c8 чёрный слон · d8 чёрный ферзь · e8 чёрный король · h8 чёрная ладья · b7 чёрная пешка · e7 чёрный слон · f7 чёрная пешка · g7 чёрная пешка · h7 чёрная пешка · a6 чёрная пешка · d6 чёрная пешка · e6 чёрная пешка · f6 чёрный конь · c4 белый слон · e4 белая пешка · c3 белый конь · f3 белый конь · a2 белая пешка · b2 белая пешка · e2 белый ферзь · f2 белая пешка · g2 белая пешка · h2 белая пешка · a1 белая ладья · c1 белый слон · f1 белая ладья · g1 белый король | 8 |
| 7 | a8 чёрная ладья · b8 чёрный конь · c8 чёрный слон · d8 чёрный ферзь · e8 чёрный король · h8 чёрная ладья · b7 чёрная пешка · e7 чёрный слон · f7 чёрная пешка · g7 чёрная пешка · h7 чёрная пешка · a6 чёрная пешка · d6 чёрная пешка · e6 чёрная пешка · f6 чёрный конь · c4 белый слон · e4 белая пешка · c3 белый конь · f3 белый конь · a2 белая пешка · b2 белая пешка · e2 белый ферзь · f2 белая пешка · g2 белая пешка · h2 белая пешка · a1 белая ладья · c1 белый слон · f1 белая ладья · g1 белый король | a8 чёрная ладья · b8 чёрный конь · c8 чёрный слон · d8 чёрный ферзь · e8 чёрный король · h8 чёрная ладья · b7 чёрная пешка · e7 чёрный слон · f7 чёрная пешка · g7 чёрная пешка · h7 чёрная пешка · a6 чёрная пешка · d6 чёрная пешка · e6 чёрная пешка · f6 чёрный конь · c4 белый слон · e4 белая пешка · c3 белый конь · f3 белый конь · a2 белая пешка · b2 белая пешка · e2 белый ферзь · f2 белая пешка · g2 белая пешка · h2 белая пешка · a1 белая ладья · c1 белый слон · f1 белая ладья · g1 белый король | a8 чёрная ладья · b8 чёрный конь · c8 чёрный слон · d8 чёрный ферзь · e8 чёрный король · h8 чёрная ладья · b7 чёрная пешка · e7 чёрный слон · f7 чёрная пешка · g7 чёрная пешка · h7 чёрная пешка · a6 чёрная пешка · d6 чёрная пешка · e6 чёрная пешка · f6 чёрный конь · c4 белый слон · e4 белая пешка · c3 белый конь · f3 белый конь · a2 белая пешка · b2 белая пешка · e2 белый ферзь · f2 белая пешка · g2 белая пешка · h2 белая пешка · a1 белая ладья · c1 белый слон · f1 белая ладья · g1 белый король | a8 чёрная ладья · b8 чёрный конь · c8 чёрный слон · d8 чёрный ферзь · e8 чёрный король · h8 чёрная ладья · b7 чёрная пешка · e7 чёрный слон · f7 чёрная пешка · g7 чёрная пешка · h7 чёрная пешка · a6 чёрная пешка · d6 чёрная пешка · e6 чёрная пешка · f6 чёрный конь · c4 белый слон · e4 белая пешка · c3 белый конь · f3 белый конь · a2 белая пешка · b2 белая пешка · e2 белый ферзь · f2 белая пешка · g2 белая пешка · h2 белая пешка · a1 белая ладья · c1 белый слон · f1 белая ладья · g1 белый король | a8 чёрная ладья · b8 чёрный конь · c8 чёрный слон · d8 чёрный ферзь · e8 чёрный король · h8 чёрная ладья · b7 чёрная пешка · e7 чёрный слон · f7 чёрная пешка · g7 чёрная пешка · h7 чёрная пешка · a6 чёрная пешка · d6 чёрная пешка · e6 чёрная пешка · f6 чёрный конь · c4 белый слон · e4 белая пешка · c3 белый конь · f3 белый конь · a2 белая пешка · b2 белая пешка · e2 белый ферзь · f2 белая пешка · g2 белая пешка · h2 белая пешка · a1 белая ладья · c1 белый слон · f1 белая ладья · g1 белый король | a8 чёрная ладья · b8 чёрный конь · c8 чёрный слон · d8 чёрный ферзь · e8 чёрный король · h8 чёрная ладья · b7 чёрная пешка · e7 чёрный слон · f7 чёрная пешка · g7 чёрная пешка · h7 чёрная пешка · a6 чёрная пешка · d6 чёрная пешка · e6 чёрная пешка · f6 чёрный конь · c4 белый слон · e4 белая пешка · c3 белый конь · f3 белый конь · a2 белая пешка · b2 белая пешка · e2 белый ферзь · f2 белая пешка · g2 белая пешка · h2 белая пешка · a1 белая ладья · c1 белый слон · f1 белая ладья · g1 белый король | a8 чёрная ладья · b8 чёрный конь · c8 чёрный слон · d8 чёрный ферзь · e8 чёрный король · h8 чёрная ладья · b7 чёрная пешка · e7 чёрный слон · f7 чёрная пешка · g7 чёрная пешка · h7 чёрная пешка · a6 чёрная пешка · d6 чёрная пешка · e6 чёрная пешка · f6 чёрный конь · c4 белый слон · e4 белая пешка · c3 белый конь · f3 белый конь · a2 белая пешка · b2 белая пешка · e2 белый ферзь · f2 белая пешка · g2 белая пешка · h2 белая пешка · a1 белая ладья · c1 белый слон · f1 белая ладья · g1 белый король | a8 чёрная ладья · b8 чёрный конь · c8 чёрный слон · d8 чёрный ферзь · e8 чёрный король · h8 чёрная ладья · b7 чёрная пешка · e7 чёрный слон · f7 чёрная пешка · g7 чёрная пешка · h7 чёрная пешка · a6 чёрная пешка · d6 чёрная пешка · e6 чёрная пешка · f6 чёрный конь · c4 белый слон · e4 белая пешка · c3 белый конь · f3 белый конь · a2 белая пешка · b2 белая пешка · e2 белый ферзь · f2 белая пешка · g2 белая пешка · h2 белая пешка · a1 белая ладья · c1 белый слон · f1 белая ладья · g1 белый король | 7 |
| 6 | a8 чёрная ладья · b8 чёрный конь · c8 чёрный слон · d8 чёрный ферзь · e8 чёрный король · h8 чёрная ладья · b7 чёрная пешка · e7 чёрный слон · f7 чёрная пешка · g7 чёрная пешка · h7 чёрная пешка · a6 чёрная пешка · d6 чёрная пешка · e6 чёрная пешка · f6 чёрный конь · c4 белый слон · e4 белая пешка · c3 белый конь · f3 белый конь · a2 белая пешка · b2 белая пешка · e2 белый ферзь · f2 белая пешка · g2 белая пешка · h2 белая пешка · a1 белая ладья · c1 белый слон · f1 белая ладья · g1 белый король | a8 чёрная ладья · b8 чёрный конь · c8 чёрный слон · d8 чёрный ферзь · e8 чёрный король · h8 чёрная ладья · b7 чёрная пешка · e7 чёрный слон · f7 чёрная пешка · g7 чёрная пешка · h7 чёрная пешка · a6 чёрная пешка · d6 чёрная пешка · e6 чёрная пешка · f6 чёрный конь · c4 белый слон · e4 белая пешка · c3 белый конь · f3 белый конь · a2 белая пешка · b2 белая пешка · e2 белый ферзь · f2 белая пешка · g2 белая пешка · h2 белая пешка · a1 белая ладья · c1 белый слон · f1 белая ладья · g1 белый король | a8 чёрная ладья · b8 чёрный конь · c8 чёрный слон · d8 чёрный ферзь · e8 чёрный король · h8 чёрная ладья · b7 чёрная пешка · e7 чёрный слон · f7 чёрная пешка · g7 чёрная пешка · h7 чёрная пешка · a6 чёрная пешка · d6 чёрная пешка · e6 чёрная пешка · f6 чёрный конь · c4 белый слон · e4 белая пешка · c3 белый конь · f3 белый конь · a2 белая пешка · b2 белая пешка · e2 белый ферзь · f2 белая пешка · g2 белая пешка · h2 белая пешка · a1 белая ладья · c1 белый слон · f1 белая ладья · g1 белый король | a8 чёрная ладья · b8 чёрный конь · c8 чёрный слон · d8 чёрный ферзь · e8 чёрный король · h8 чёрная ладья · b7 чёрная пешка · e7 чёрный слон · f7 чёрная пешка · g7 чёрная пешка · h7 чёрная пешка · a6 чёрная пешка · d6 чёрная пешка · e6 чёрная пешка · f6 чёрный конь · c4 белый слон · e4 белая пешка · c3 белый конь · f3 белый конь · a2 белая пешка · b2 белая пешка · e2 белый ферзь · f2 белая пешка · g2 белая пешка · h2 белая пешка · a1 белая ладья · c1 белый слон · f1 белая ладья · g1 белый король | a8 чёрная ладья · b8 чёрный конь · c8 чёрный слон · d8 чёрный ферзь · e8 чёрный король · h8 чёрная ладья · b7 чёрная пешка · e7 чёрный слон · f7 чёрная пешка · g7 чёрная пешка · h7 чёрная пешка · a6 чёрная пешка · d6 чёрная пешка · e6 чёрная пешка · f6 чёрный конь · c4 белый слон · e4 белая пешка · c3 белый конь · f3 белый конь · a2 белая пешка · b2 белая пешка · e2 белый ферзь · f2 белая пешка · g2 белая пешка · h2 белая пешка · a1 белая ладья · c1 белый слон · f1 белая ладья · g1 белый король | a8 чёрная ладья · b8 чёрный конь · c8 чёрный слон · d8 чёрный ферзь · e8 чёрный король · h8 чёрная ладья · b7 чёрная пешка · e7 чёрный слон · f7 чёрная пешка · g7 чёрная пешка · h7 чёрная пешка · a6 чёрная пешка · d6 чёрная пешка · e6 чёрная пешка · f6 чёрный конь · c4 белый слон · e4 белая пешка · c3 белый конь · f3 белый конь · a2 белая пешка · b2 белая пешка · e2 белый ферзь · f2 белая пешка · g2 белая пешка · h2 белая пешка · a1 белая ладья · c1 белый слон · f1 белая ладья · g1 белый король | a8 чёрная ладья · b8 чёрный конь · c8 чёрный слон · d8 чёрный ферзь · e8 чёрный король · h8 чёрная ладья · b7 чёрная пешка · e7 чёрный слон · f7 чёрная пешка · g7 чёрная пешка · h7 чёрная пешка · a6 чёрная пешка · d6 чёрная пешка · e6 чёрная пешка · f6 чёрный конь · c4 белый слон · e4 белая пешка · c3 белый конь · f3 белый конь · a2 белая пешка · b2 белая пешка · e2 белый ферзь · f2 белая пешка · g2 белая пешка · h2 белая пешка · a1 белая ладья · c1 белый слон · f1 белая ладья · g1 белый король | a8 чёрная ладья · b8 чёрный конь · c8 чёрный слон · d8 чёрный ферзь · e8 чёрный король · h8 чёрная ладья · b7 чёрная пешка · e7 чёрный слон · f7 чёрная пешка · g7 чёрная пешка · h7 чёрная пешка · a6 чёрная пешка · d6 чёрная пешка · e6 чёрная пешка · f6 чёрный конь · c4 белый слон · e4 белая пешка · c3 белый конь · f3 белый конь · a2 белая пешка · b2 белая пешка · e2 белый ферзь · f2 белая пешка · g2 белая пешка · h2 белая пешка · a1 белая ладья · c1 белый слон · f1 белая ладья · g1 белый король | 6 |
| 5 | a8 чёрная ладья · b8 чёрный конь · c8 чёрный слон · d8 чёрный ферзь · e8 чёрный король · h8 чёрная ладья · b7 чёрная пешка · e7 чёрный слон · f7 чёрная пешка · g7 чёрная пешка · h7 чёрная пешка · a6 чёрная пешка · d6 чёрная пешка · e6 чёрная пешка · f6 чёрный конь · c4 белый слон · e4 белая пешка · c3 белый конь · f3 белый конь · a2 белая пешка · b2 белая пешка · e2 белый ферзь · f2 белая пешка · g2 белая пешка · h2 белая пешка · a1 белая ладья · c1 белый слон · f1 белая ладья · g1 белый король | a8 чёрная ладья · b8 чёрный конь · c8 чёрный слон · d8 чёрный ферзь · e8 чёрный король · h8 чёрная ладья · b7 чёрная пешка · e7 чёрный слон · f7 чёрная пешка · g7 чёрная пешка · h7 чёрная пешка · a6 чёрная пешка · d6 чёрная пешка · e6 чёрная пешка · f6 чёрный конь · c4 белый слон · e4 белая пешка · c3 белый конь · f3 белый конь · a2 белая пешка · b2 белая пешка · e2 белый ферзь · f2 белая пешка · g2 белая пешка · h2 белая пешка · a1 белая ладья · c1 белый слон · f1 белая ладья · g1 белый король | a8 чёрная ладья · b8 чёрный конь · c8 чёрный слон · d8 чёрный ферзь · e8 чёрный король · h8 чёрная ладья · b7 чёрная пешка · e7 чёрный слон · f7 чёрная пешка · g7 чёрная пешка · h7 чёрная пешка · a6 чёрная пешка · d6 чёрная пешка · e6 чёрная пешка · f6 чёрный конь · c4 белый слон · e4 белая пешка · c3 белый конь · f3 белый конь · a2 белая пешка · b2 белая пешка · e2 белый ферзь · f2 белая пешка · g2 белая пешка · h2 белая пешка · a1 белая ладья · c1 белый слон · f1 белая ладья · g1 белый король | a8 чёрная ладья · b8 чёрный конь · c8 чёрный слон · d8 чёрный ферзь · e8 чёрный король · h8 чёрная ладья · b7 чёрная пешка · e7 чёрный слон · f7 чёрная пешка · g7 чёрная пешка · h7 чёрная пешка · a6 чёрная пешка · d6 чёрная пешка · e6 чёрная пешка · f6 чёрный конь · c4 белый слон · e4 белая пешка · c3 белый конь · f3 белый конь · a2 белая пешка · b2 белая пешка · e2 белый ферзь · f2 белая пешка · g2 белая пешка · h2 белая пешка · a1 белая ладья · c1 белый слон · f1 белая ладья · g1 белый король | a8 чёрная ладья · b8 чёрный конь · c8 чёрный слон · d8 чёрный ферзь · e8 чёрный король · h8 чёрная ладья · b7 чёрная пешка · e7 чёрный слон · f7 чёрная пешка · g7 чёрная пешка · h7 чёрная пешка · a6 чёрная пешка · d6 чёрная пешка · e6 чёрная пешка · f6 чёрный конь · c4 белый слон · e4 белая пешка · c3 белый конь · f3 белый конь · a2 белая пешка · b2 белая пешка · e2 белый ферзь · f2 белая пешка · g2 белая пешка · h2 белая пешка · a1 белая ладья · c1 белый слон · f1 белая ладья · g1 белый король | a8 чёрная ладья · b8 чёрный конь · c8 чёрный слон · d8 чёрный ферзь · e8 чёрный король · h8 чёрная ладья · b7 чёрная пешка · e7 чёрный слон · f7 чёрная пешка · g7 чёрная пешка · h7 чёрная пешка · a6 чёрная пешка · d6 чёрная пешка · e6 чёрная пешка · f6 чёрный конь · c4 белый слон · e4 белая пешка · c3 белый конь · f3 белый конь · a2 белая пешка · b2 белая пешка · e2 белый ферзь · f2 белая пешка · g2 белая пешка · h2 белая пешка · a1 белая ладья · c1 белый слон · f1 белая ладья · g1 белый король | a8 чёрная ладья · b8 чёрный конь · c8 чёрный слон · d8 чёрный ферзь · e8 чёрный король · h8 чёрная ладья · b7 чёрная пешка · e7 чёрный слон · f7 чёрная пешка · g7 чёрная пешка · h7 чёрная пешка · a6 чёрная пешка · d6 чёрная пешка · e6 чёрная пешка · f6 чёрный конь · c4 белый слон · e4 белая пешка · c3 белый конь · f3 белый конь · a2 белая пешка · b2 белая пешка · e2 белый ферзь · f2 белая пешка · g2 белая пешка · h2 белая пешка · a1 белая ладья · c1 белый слон · f1 белая ладья · g1 белый король | a8 чёрная ладья · b8 чёрный конь · c8 чёрный слон · d8 чёрный ферзь · e8 чёрный король · h8 чёрная ладья · b7 чёрная пешка · e7 чёрный слон · f7 чёрная пешка · g7 чёрная пешка · h7 чёрная пешка · a6 чёрная пешка · d6 чёрная пешка · e6 чёрная пешка · f6 чёрный конь · c4 белый слон · e4 белая пешка · c3 белый конь · f3 белый конь · a2 белая пешка · b2 белая пешка · e2 белый ферзь · f2 белая пешка · g2 белая пешка · h2 белая пешка · a1 белая ладья · c1 белый слон · f1 белая ладья · g1 белый король | 5 |
| 4 | a8 чёрная ладья · b8 чёрный конь · c8 чёрный слон · d8 чёрный ферзь · e8 чёрный король · h8 чёрная ладья · b7 чёрная пешка · e7 чёрный слон · f7 чёрная пешка · g7 чёрная пешка · h7 чёрная пешка · a6 чёрная пешка · d6 чёрная пешка · e6 чёрная пешка · f6 чёрный конь · c4 белый слон · e4 белая пешка · c3 белый конь · f3 белый конь · a2 белая пешка · b2 белая пешка · e2 белый ферзь · f2 белая пешка · g2 белая пешка · h2 белая пешка · a1 белая ладья · c1 белый слон · f1 белая ладья · g1 белый король | a8 чёрная ладья · b8 чёрный конь · c8 чёрный слон · d8 чёрный ферзь · e8 чёрный король · h8 чёрная ладья · b7 чёрная пешка · e7 чёрный слон · f7 чёрная пешка · g7 чёрная пешка · h7 чёрная пешка · a6 чёрная пешка · d6 чёрная пешка · e6 чёрная пешка · f6 чёрный конь · c4 белый слон · e4 белая пешка · c3 белый конь · f3 белый конь · a2 белая пешка · b2 белая пешка · e2 белый ферзь · f2 белая пешка · g2 белая пешка · h2 белая пешка · a1 белая ладья · c1 белый слон · f1 белая ладья · g1 белый король | a8 чёрная ладья · b8 чёрный конь · c8 чёрный слон · d8 чёрный ферзь · e8 чёрный король · h8 чёрная ладья · b7 чёрная пешка · e7 чёрный слон · f7 чёрная пешка · g7 чёрная пешка · h7 чёрная пешка · a6 чёрная пешка · d6 чёрная пешка · e6 чёрная пешка · f6 чёрный конь · c4 белый слон · e4 белая пешка · c3 белый конь · f3 белый конь · a2 белая пешка · b2 белая пешка · e2 белый ферзь · f2 белая пешка · g2 белая пешка · h2 белая пешка · a1 белая ладья · c1 белый слон · f1 белая ладья · g1 белый король | a8 чёрная ладья · b8 чёрный конь · c8 чёрный слон · d8 чёрный ферзь · e8 чёрный король · h8 чёрная ладья · b7 чёрная пешка · e7 чёрный слон · f7 чёрная пешка · g7 чёрная пешка · h7 чёрная пешка · a6 чёрная пешка · d6 чёрная пешка · e6 чёрная пешка · f6 чёрный конь · c4 белый слон · e4 белая пешка · c3 белый конь · f3 белый конь · a2 белая пешка · b2 белая пешка · e2 белый ферзь · f2 белая пешка · g2 белая пешка · h2 белая пешка · a1 белая ладья · c1 белый слон · f1 белая ладья · g1 белый король | a8 чёрная ладья · b8 чёрный конь · c8 чёрный слон · d8 чёрный ферзь · e8 чёрный король · h8 чёрная ладья · b7 чёрная пешка · e7 чёрный слон · f7 чёрная пешка · g7 чёрная пешка · h7 чёрная пешка · a6 чёрная пешка · d6 чёрная пешка · e6 чёрная пешка · f6 чёрный конь · c4 белый слон · e4 белая пешка · c3 белый конь · f3 белый конь · a2 белая пешка · b2 белая пешка · e2 белый ферзь · f2 белая пешка · g2 белая пешка · h2 белая пешка · a1 белая ладья · c1 белый слон · f1 белая ладья · g1 белый король | a8 чёрная ладья · b8 чёрный конь · c8 чёрный слон · d8 чёрный ферзь · e8 чёрный король · h8 чёрная ладья · b7 чёрная пешка · e7 чёрный слон · f7 чёрная пешка · g7 чёрная пешка · h7 чёрная пешка · a6 чёрная пешка · d6 чёрная пешка · e6 чёрная пешка · f6 чёрный конь · c4 белый слон · e4 белая пешка · c3 белый конь · f3 белый конь · a2 белая пешка · b2 белая пешка · e2 белый ферзь · f2 белая пешка · g2 белая пешка · h2 белая пешка · a1 белая ладья · c1 белый слон · f1 белая ладья · g1 белый король | a8 чёрная ладья · b8 чёрный конь · c8 чёрный слон · d8 чёрный ферзь · e8 чёрный король · h8 чёрная ладья · b7 чёрная пешка · e7 чёрный слон · f7 чёрная пешка · g7 чёрная пешка · h7 чёрная пешка · a6 чёрная пешка · d6 чёрная пешка · e6 чёрная пешка · f6 чёрный конь · c4 белый слон · e4 белая пешка · c3 белый конь · f3 белый конь · a2 белая пешка · b2 белая пешка · e2 белый ферзь · f2 белая пешка · g2 белая пешка · h2 белая пешка · a1 белая ладья · c1 белый слон · f1 белая ладья · g1 белый король | a8 чёрная ладья · b8 чёрный конь · c8 чёрный слон · d8 чёрный ферзь · e8 чёрный король · h8 чёрная ладья · b7 чёрная пешка · e7 чёрный слон · f7 чёрная пешка · g7 чёрная пешка · h7 чёрная пешка · a6 чёрная пешка · d6 чёрная пешка · e6 чёрная пешка · f6 чёрный конь · c4 белый слон · e4 белая пешка · c3 белый конь · f3 белый конь · a2 белая пешка · b2 белая пешка · e2 белый ферзь · f2 белая пешка · g2 белая пешка · h2 белая пешка · a1 белая ладья · c1 белый слон · f1 белая ладья · g1 белый король | 4 |
| 3 | a8 чёрная ладья · b8 чёрный конь · c8 чёрный слон · d8 чёрный ферзь · e8 чёрный король · h8 чёрная ладья · b7 чёрная пешка · e7 чёрный слон · f7 чёрная пешка · g7 чёрная пешка · h7 чёрная пешка · a6 чёрная пешка · d6 чёрная пешка · e6 чёрная пешка · f6 чёрный конь · c4 белый слон · e4 белая пешка · c3 белый конь · f3 белый конь · a2 белая пешка · b2 белая пешка · e2 белый ферзь · f2 белая пешка · g2 белая пешка · h2 белая пешка · a1 белая ладья · c1 белый слон · f1 белая ладья · g1 белый король | a8 чёрная ладья · b8 чёрный конь · c8 чёрный слон · d8 чёрный ферзь · e8 чёрный король · h8 чёрная ладья · b7 чёрная пешка · e7 чёрный слон · f7 чёрная пешка · g7 чёрная пешка · h7 чёрная пешка · a6 чёрная пешка · d6 чёрная пешка · e6 чёрная пешка · f6 чёрный конь · c4 белый слон · e4 белая пешка · c3 белый конь · f3 белый конь · a2 белая пешка · b2 белая пешка · e2 белый ферзь · f2 белая пешка · g2 белая пешка · h2 белая пешка · a1 белая ладья · c1 белый слон · f1 белая ладья · g1 белый король | a8 чёрная ладья · b8 чёрный конь · c8 чёрный слон · d8 чёрный ферзь · e8 чёрный король · h8 чёрная ладья · b7 чёрная пешка · e7 чёрный слон · f7 чёрная пешка · g7 чёрная пешка · h7 чёрная пешка · a6 чёрная пешка · d6 чёрная пешка · e6 чёрная пешка · f6 чёрный конь · c4 белый слон · e4 белая пешка · c3 белый конь · f3 белый конь · a2 белая пешка · b2 белая пешка · e2 белый ферзь · f2 белая пешка · g2 белая пешка · h2 белая пешка · a1 белая ладья · c1 белый слон · f1 белая ладья · g1 белый король | a8 чёрная ладья · b8 чёрный конь · c8 чёрный слон · d8 чёрный ферзь · e8 чёрный король · h8 чёрная ладья · b7 чёрная пешка · e7 чёрный слон · f7 чёрная пешка · g7 чёрная пешка · h7 чёрная пешка · a6 чёрная пешка · d6 чёрная пешка · e6 чёрная пешка · f6 чёрный конь · c4 белый слон · e4 белая пешка · c3 белый конь · f3 белый конь · a2 белая пешка · b2 белая пешка · e2 белый ферзь · f2 белая пешка · g2 белая пешка · h2 белая пешка · a1 белая ладья · c1 белый слон · f1 белая ладья · g1 белый король | a8 чёрная ладья · b8 чёрный конь · c8 чёрный слон · d8 чёрный ферзь · e8 чёрный король · h8 чёрная ладья · b7 чёрная пешка · e7 чёрный слон · f7 чёрная пешка · g7 чёрная пешка · h7 чёрная пешка · a6 чёрная пешка · d6 чёрная пешка · e6 чёрная пешка · f6 чёрный конь · c4 белый слон · e4 белая пешка · c3 белый конь · f3 белый конь · a2 белая пешка · b2 белая пешка · e2 белый ферзь · f2 белая пешка · g2 белая пешка · h2 белая пешка · a1 белая ладья · c1 белый слон · f1 белая ладья · g1 белый король | a8 чёрная ладья · b8 чёрный конь · c8 чёрный слон · d8 чёрный ферзь · e8 чёрный король · h8 чёрная ладья · b7 чёрная пешка · e7 чёрный слон · f7 чёрная пешка · g7 чёрная пешка · h7 чёрная пешка · a6 чёрная пешка · d6 чёрная пешка · e6 чёрная пешка · f6 чёрный конь · c4 белый слон · e4 белая пешка · c3 белый конь · f3 белый конь · a2 белая пешка · b2 белая пешка · e2 белый ферзь · f2 белая пешка · g2 белая пешка · h2 белая пешка · a1 белая ладья · c1 белый слон · f1 белая ладья · g1 белый король | a8 чёрная ладья · b8 чёрный конь · c8 чёрный слон · d8 чёрный ферзь · e8 чёрный король · h8 чёрная ладья · b7 чёрная пешка · e7 чёрный слон · f7 чёрная пешка · g7 чёрная пешка · h7 чёрная пешка · a6 чёрная пешка · d6 чёрная пешка · e6 чёрная пешка · f6 чёрный конь · c4 белый слон · e4 белая пешка · c3 белый конь · f3 белый конь · a2 белая пешка · b2 белая пешка · e2 белый ферзь · f2 белая пешка · g2 белая пешка · h2 белая пешка · a1 белая ладья · c1 белый слон · f1 белая ладья · g1 белый король | a8 чёрная ладья · b8 чёрный конь · c8 чёрный слон · d8 чёрный ферзь · e8 чёрный король · h8 чёрная ладья · b7 чёрная пешка · e7 чёрный слон · f7 чёрная пешка · g7 чёрная пешка · h7 чёрная пешка · a6 чёрная пешка · d6 чёрная пешка · e6 чёрная пешка · f6 чёрный конь · c4 белый слон · e4 белая пешка · c3 белый конь · f3 белый конь · a2 белая пешка · b2 белая пешка · e2 белый ферзь · f2 белая пешка · g2 белая пешка · h2 белая пешка · a1 белая ладья · c1 белый слон · f1 белая ладья · g1 белый король | 3 |
| 2 | a8 чёрная ладья · b8 чёрный конь · c8 чёрный слон · d8 чёрный ферзь · e8 чёрный король · h8 чёрная ладья · b7 чёрная пешка · e7 чёрный слон · f7 чёрная пешка · g7 чёрная пешка · h7 чёрная пешка · a6 чёрная пешка · d6 чёрная пешка · e6 чёрная пешка · f6 чёрный конь · c4 белый слон · e4 белая пешка · c3 белый конь · f3 белый конь · a2 белая пешка · b2 белая пешка · e2 белый ферзь · f2 белая пешка · g2 белая пешка · h2 белая пешка · a1 белая ладья · c1 белый слон · f1 белая ладья · g1 белый король | a8 чёрная ладья · b8 чёрный конь · c8 чёрный слон · d8 чёрный ферзь · e8 чёрный король · h8 чёрная ладья · b7 чёрная пешка · e7 чёрный слон · f7 чёрная пешка · g7 чёрная пешка · h7 чёрная пешка · a6 чёрная пешка · d6 чёрная пешка · e6 чёрная пешка · f6 чёрный конь · c4 белый слон · e4 белая пешка · c3 белый конь · f3 белый конь · a2 белая пешка · b2 белая пешка · e2 белый ферзь · f2 белая пешка · g2 белая пешка · h2 белая пешка · a1 белая ладья · c1 белый слон · f1 белая ладья · g1 белый король | a8 чёрная ладья · b8 чёрный конь · c8 чёрный слон · d8 чёрный ферзь · e8 чёрный король · h8 чёрная ладья · b7 чёрная пешка · e7 чёрный слон · f7 чёрная пешка · g7 чёрная пешка · h7 чёрная пешка · a6 чёрная пешка · d6 чёрная пешка · e6 чёрная пешка · f6 чёрный конь · c4 белый слон · e4 белая пешка · c3 белый конь · f3 белый конь · a2 белая пешка · b2 белая пешка · e2 белый ферзь · f2 белая пешка · g2 белая пешка · h2 белая пешка · a1 белая ладья · c1 белый слон · f1 белая ладья · g1 белый король | a8 чёрная ладья · b8 чёрный конь · c8 чёрный слон · d8 чёрный ферзь · e8 чёрный король · h8 чёрная ладья · b7 чёрная пешка · e7 чёрный слон · f7 чёрная пешка · g7 чёрная пешка · h7 чёрная пешка · a6 чёрная пешка · d6 чёрная пешка · e6 чёрная пешка · f6 чёрный конь · c4 белый слон · e4 белая пешка · c3 белый конь · f3 белый конь · a2 белая пешка · b2 белая пешка · e2 белый ферзь · f2 белая пешка · g2 белая пешка · h2 белая пешка · a1 белая ладья · c1 белый слон · f1 белая ладья · g1 белый король | a8 чёрная ладья · b8 чёрный конь · c8 чёрный слон · d8 чёрный ферзь · e8 чёрный король · h8 чёрная ладья · b7 чёрная пешка · e7 чёрный слон · f7 чёрная пешка · g7 чёрная пешка · h7 чёрная пешка · a6 чёрная пешка · d6 чёрная пешка · e6 чёрная пешка · f6 чёрный конь · c4 белый слон · e4 белая пешка · c3 белый конь · f3 белый конь · a2 белая пешка · b2 белая пешка · e2 белый ферзь · f2 белая пешка · g2 белая пешка · h2 белая пешка · a1 белая ладья · c1 белый слон · f1 белая ладья · g1 белый король | a8 чёрная ладья · b8 чёрный конь · c8 чёрный слон · d8 чёрный ферзь · e8 чёрный король · h8 чёрная ладья · b7 чёрная пешка · e7 чёрный слон · f7 чёрная пешка · g7 чёрная пешка · h7 чёрная пешка · a6 чёрная пешка · d6 чёрная пешка · e6 чёрная пешка · f6 чёрный конь · c4 белый слон · e4 белая пешка · c3 белый конь · f3 белый конь · a2 белая пешка · b2 белая пешка · e2 белый ферзь · f2 белая пешка · g2 белая пешка · h2 белая пешка · a1 белая ладья · c1 белый слон · f1 белая ладья · g1 белый король | a8 чёрная ладья · b8 чёрный конь · c8 чёрный слон · d8 чёрный ферзь · e8 чёрный король · h8 чёрная ладья · b7 чёрная пешка · e7 чёрный слон · f7 чёрная пешка · g7 чёрная пешка · h7 чёрная пешка · a6 чёрная пешка · d6 чёрная пешка · e6 чёрная пешка · f6 чёрный конь · c4 белый слон · e4 белая пешка · c3 белый конь · f3 белый конь · a2 белая пешка · b2 белая пешка · e2 белый ферзь · f2 белая пешка · g2 белая пешка · h2 белая пешка · a1 белая ладья · c1 белый слон · f1 белая ладья · g1 белый король | a8 чёрная ладья · b8 чёрный конь · c8 чёрный слон · d8 чёрный ферзь · e8 чёрный король · h8 чёрная ладья · b7 чёрная пешка · e7 чёрный слон · f7 чёрная пешка · g7 чёрная пешка · h7 чёрная пешка · a6 чёрная пешка · d6 чёрная пешка · e6 чёрная пешка · f6 чёрный конь · c4 белый слон · e4 белая пешка · c3 белый конь · f3 белый конь · a2 белая пешка · b2 белая пешка · e2 белый ферзь · f2 белая пешка · g2 белая пешка · h2 белая пешка · a1 белая ладья · c1 белый слон · f1 белая ладья · g1 белый король | 2 |
| 1 | a8 чёрная ладья · b8 чёрный конь · c8 чёрный слон · d8 чёрный ферзь · e8 чёрный король · h8 чёрная ладья · b7 чёрная пешка · e7 чёрный слон · f7 чёрная пешка · g7 чёрная пешка · h7 чёрная пешка · a6 чёрная пешка · d6 чёрная пешка · e6 чёрная пешка · f6 чёрный конь · c4 белый слон · e4 белая пешка · c3 белый конь · f3 белый конь · a2 белая пешка · b2 белая пешка · e2 белый ферзь · f2 белая пешка · g2 белая пешка · h2 белая пешка · a1 белая ладья · c1 белый слон · f1 белая ладья · g1 белый король | a8 чёрная ладья · b8 чёрный конь · c8 чёрный слон · d8 чёрный ферзь · e8 чёрный король · h8 чёрная ладья · b7 чёрная пешка · e7 чёрный слон · f7 чёрная пешка · g7 чёрная пешка · h7 чёрная пешка · a6 чёрная пешка · d6 чёрная пешка · e6 чёрная пешка · f6 чёрный конь · c4 белый слон · e4 белая пешка · c3 белый конь · f3 белый конь · a2 белая пешка · b2 белая пешка · e2 белый ферзь · f2 белая пешка · g2 белая пешка · h2 белая пешка · a1 белая ладья · c1 белый слон · f1 белая ладья · g1 белый король | a8 чёрная ладья · b8 чёрный конь · c8 чёрный слон · d8 чёрный ферзь · e8 чёрный король · h8 чёрная ладья · b7 чёрная пешка · e7 чёрный слон · f7 чёрная пешка · g7 чёрная пешка · h7 чёрная пешка · a6 чёрная пешка · d6 чёрная пешка · e6 чёрная пешка · f6 чёрный конь · c4 белый слон · e4 белая пешка · c3 белый конь · f3 белый конь · a2 белая пешка · b2 белая пешка · e2 белый ферзь · f2 белая пешка · g2 белая пешка · h2 белая пешка · a1 белая ладья · c1 белый слон · f1 белая ладья · g1 белый король | a8 чёрная ладья · b8 чёрный конь · c8 чёрный слон · d8 чёрный ферзь · e8 чёрный король · h8 чёрная ладья · b7 чёрная пешка · e7 чёрный слон · f7 чёрная пешка · g7 чёрная пешка · h7 чёрная пешка · a6 чёрная пешка · d6 чёрная пешка · e6 чёрная пешка · f6 чёрный конь · c4 белый слон · e4 белая пешка · c3 белый конь · f3 белый конь · a2 белая пешка · b2 белая пешка · e2 белый ферзь · f2 белая пешка · g2 белая пешка · h2 белая пешка · a1 белая ладья · c1 белый слон · f1 белая ладья · g1 белый король | a8 чёрная ладья · b8 чёрный конь · c8 чёрный слон · d8 чёрный ферзь · e8 чёрный король · h8 чёрная ладья · b7 чёрная пешка · e7 чёрный слон · f7 чёрная пешка · g7 чёрная пешка · h7 чёрная пешка · a6 чёрная пешка · d6 чёрная пешка · e6 чёрная пешка · f6 чёрный конь · c4 белый слон · e4 белая пешка · c3 белый конь · f3 белый конь · a2 белая пешка · b2 белая пешка · e2 белый ферзь · f2 белая пешка · g2 белая пешка · h2 белая пешка · a1 белая ладья · c1 белый слон · f1 белая ладья · g1 белый король | a8 чёрная ладья · b8 чёрный конь · c8 чёрный слон · d8 чёрный ферзь · e8 чёрный король · h8 чёрная ладья · b7 чёрная пешка · e7 чёрный слон · f7 чёрная пешка · g7 чёрная пешка · h7 чёрная пешка · a6 чёрная пешка · d6 чёрная пешка · e6 чёрная пешка · f6 чёрный конь · c4 белый слон · e4 белая пешка · c3 белый конь · f3 белый конь · a2 белая пешка · b2 белая пешка · e2 белый ферзь · f2 белая пешка · g2 белая пешка · h2 белая пешка · a1 белая ладья · c1 белый слон · f1 белая ладья · g1 белый король | a8 чёрная ладья · b8 чёрный конь · c8 чёрный слон · d8 чёрный ферзь · e8 чёрный король · h8 чёрная ладья · b7 чёрная пешка · e7 чёрный слон · f7 чёрная пешка · g7 чёрная пешка · h7 чёрная пешка · a6 чёрная пешка · d6 чёрная пешка · e6 чёрная пешка · f6 чёрный конь · c4 белый слон · e4 белая пешка · c3 белый конь · f3 белый конь · a2 белая пешка · b2 белая пешка · e2 белый ферзь · f2 белая пешка · g2 белая пешка · h2 белая пешка · a1 белая ладья · c1 белый слон · f1 белая ладья · g1 белый король | a8 чёрная ладья · b8 чёрный конь · c8 чёрный слон · d8 чёрный ферзь · e8 чёрный король · h8 чёрная ладья · b7 чёрная пешка · e7 чёрный слон · f7 чёрная пешка · g7 чёрная пешка · h7 чёрная пешка · a6 чёрная пешка · d6 чёрная пешка · e6 чёрная пешка · f6 чёрный конь · c4 белый слон · e4 белая пешка · c3 белый конь · f3 белый конь · a2 белая пешка · b2 белая пешка · e2 белый ферзь · f2 белая пешка · g2 белая пешка · h2 белая пешка · a1 белая ладья · c1 белый слон · f1 белая ладья · g1 белый король | 1 |
|   | a | b | c | d | e | f | g | h |   |

В 2000 году Файнголд стал соавтором шахматной книги «Гамбит Смита — Морра, защита Файнголда», в которой представлен вариант в Гамбите Морра:
1. e4 с5
2. d4 cxd4
3. c3 dxc3
4. Nxc3 d6
5. Nf3 e6
6. Bc4 Be7
7. 0-0 Nf6
8. Qe2 a6

## Интернет-деятельность
Файнголд был комментатором чемпионатов и юношеских чемпионатов США, Кубков Синкфилда, Кубков мира и других турниров.
Читал живые и юмористические лекции в Saint Louis Chess Club. В 2017 году основал Шахматный клуб Атланты. Пять раз появлялся в качестве гостя в Perpetual Chess, где читал подкасты.
У Файнголда также есть аккаунт в X c 24,1 тыс. подписчиков.

## Личная жизнь

### Семья
В июле 1988 года переехал в Брюссель, познакомился с американской шахматисткой Джиной Линн-Файнголд и женился на ней в Гастингсе в январе 1989 года. В июне 1991 года пара вернулась в США, где у них родился сын, который также стал сильным шахматистом. Их брак распался в конце 1990-х годов.
Со второй женой Келли Бен вступил в брак на Открытом чемпионате США в марте 2001 года. В декабре 2001 года у них родилась дочь.

### Образ жизни
Вегетарианец с 1986 года.